# Pražská plošina
Pražská plošina je geomorfologický celek (podsoustava), která se rozkládá ve středních Čechách, zhruba na území hlavního města Prahy a v jeho západním a jihovýchodním okolí. Rozloha celku činí 1 128 km² její nadmořská výška se pohybuje od 170 metrů (údolí Vltavy před Kralupy u Chvatěrub) po 435 metrů (lesnatá planina Na rovinách asi ½ km severovýchodně od Srb na západním Kladensku). Základ reliéfu představuje tabule, protnutá úzkým a hlubokým údolím řeky Vltavy, které se v jejím středu otevírá v Pražskou kotlinu. Zatímco okrajové části Pražské plošiny jsou charakteristické malou členitostí s výškovými rozdíly nejvýše desítek metrů, směrem k Vltavě drobné potoky vytvořily síť výrazně se zahlubujících úzkých údolí s převýšeními přesahujícími 100 m. Na území celku leží převážná část Prahy (vyjma okrajových severovýchodních čtvrtí a Zbraslavi), z dalších významnějších sídel pak např. Kladno, Slaný, Roztoky, Hostivice, Říčany a Úvaly. Z velkoplošných chráněných území zasahuje na jihozápad Pražské plošiny CHKO Český kras.

## Členění

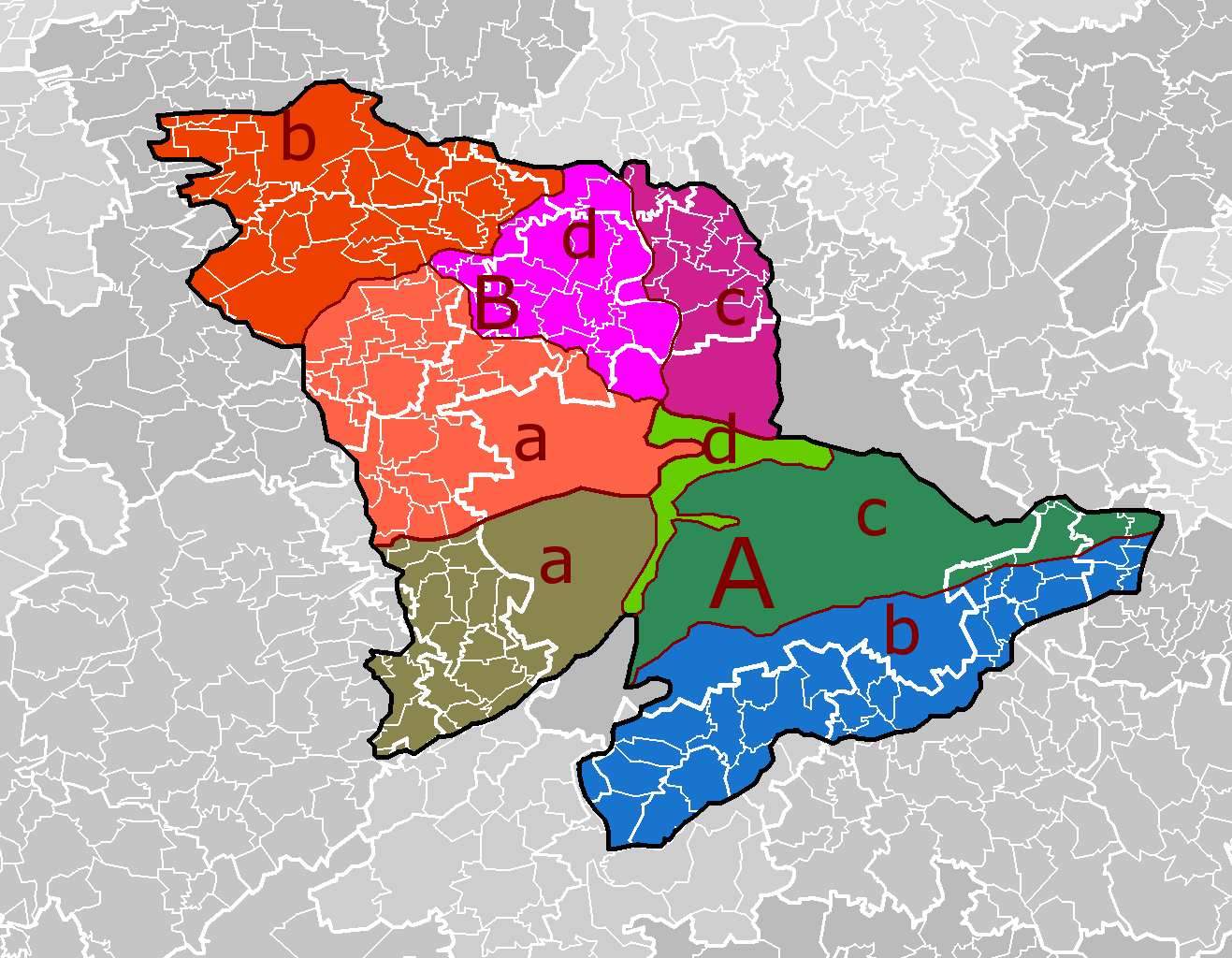
Členění Pražské plošiny na podcelky a okrsky; jihovýchod představuje Říčanská plošina, severozápad zaujímá Kladenská tabule

Pražská plošina se z hlediska českého geomorfologického členění dělí na dva podcelky a osm okrsků:
- VA2-A Říčanská plošina
  - VA2-A-a Třebotovská plošina
  - VA2-A-b Uhříněveská plošina
  - VA2-A-c Úvalská plošina
  - VA2-A-d Pražská kotlina
- VA2-B Kladenská tabule
  - VA2-B-a Hostivická tabule
  - VA2-B-b Slánská tabule
  - VA2-B-c Zdibská plošina
  - VA2-B-d Turská tabule

## Vymezení
(přibližný průběh hranice geomorfologického celku ve směru hodinových ručiček počínaje od severozápadu; místa uvedená bez bližšího upřesnění leží uvnitř hranic Pražské plošiny, případně jimi hranice probíhá)
Jižní okraj Jedomělic (zde trojmezí se Džbánem a Dolnooharskou tabulí) – Byseňský potok – Želevčice – Dolín – návrší severně Vítova – Vítov – Drnov – severní okraj Zvoleněvsi – Knovízský potok – jižní okraj Kralup nad Vltavou – Vltava na úrovni železničního mostu – Chvatěruby (zde trojmezí s Dolnooharskou tabulí a Středolabskou tabulí) – severně Zlončic – jižně Postřižína – Odolena Voda – Panenské Břežany – Sedlec – Zdiby – východní okraj Ďáblic – mezi Kobylisy a Letňany – mezi Střížkovem a Prosekem – severní okraj Vysočan – severní okraj Hloubětína – mezi Černým Mostem a Chvaly – Xaverov – mezi Újezdem nad Lesy a Klánovicemi – napříč Klánovickým lesem – Horoušánky – Tlustovousy – severozápadní okraj Břežan II – Týnický potok západně Rostoklat – Limuzy (zde trojmezí se Středolabskou tabulí a Benešovskou pahorkatinou) – severní okraj Přišimas – Škvorec – Zlatá – severní okraj Babického lesa – potok Výmola – Březí – Říčany (vyjma Olivovny) – Modletice – Jesenice – Psáry – Zahořanský potok až k ústí do Vltavy naproti Davli – pravý břeh Vltavy přes Vrané nad Vltavou (zde trojmezí s Benešovskou pahorkatinou a Brdskou vrchovinou) – ústí Károvského údolí – mezi Lhotou a hradištěm Závist – Točná – severovýchodní úpatí vrchu Čihadlo (skupina Čihadlo, Šance a Závist patří k Brdské vrchovině) – pravý břeh Vltavy naproti Zbraslavi (zde trojmezí s Brdskou vrchovinou a Hořovickou pahorkatinou) – pravý břeh Vltavy – Modřany – Velká Chuchle – úpatí vrchů podél severozápadních okrajů Radotína a Černošic – severní okraj Karlíka – východní okraj Hlásné Třebaně (zde trojmezí s Hořovickou pahorkatinou a Křivoklátskou vrchovinou) – mezi vrchy Políčko a Haknová – východní okraj Mořiny – mezi Trněným Újezdem a Kozolupy – severozápadně Kuchaře – Mezouň – Krahulov – Drahelčice – Úhonice – Červený Újezd – severovýchodní okraj Unhoště – Pletený Újezd – severovýchodní úpatí Kožovy hory u žst. Kladno – mezi Kladnem a Velkou Dobrou – mezi Rozdělovem a Doksy – severní okraj Srb (zde trojmezí se Křivoklátskou vrchovinou a Džbánem) – vlečka dolu Schöller – Libušínský potok – Svinařov – mezi Smečnem a Novou Vsí – Ledce – návrší severozápadně Přelíce – jižní okraj Malíkovic – mezi Malíkovicemi a Martinicemi – Hvězda – jižní okraj Jedomělic.
Z hlediska územněsprávního členění se v Pražské plošině nachází většina hlavního města Prahy i okresu Praha-západ a velká část okresu Kladno. Dále pak menší části okresu Praha-východ a okrajové zlomky okresů Beroun, Mělník a Kolín.

## Geologie a geomorfologie

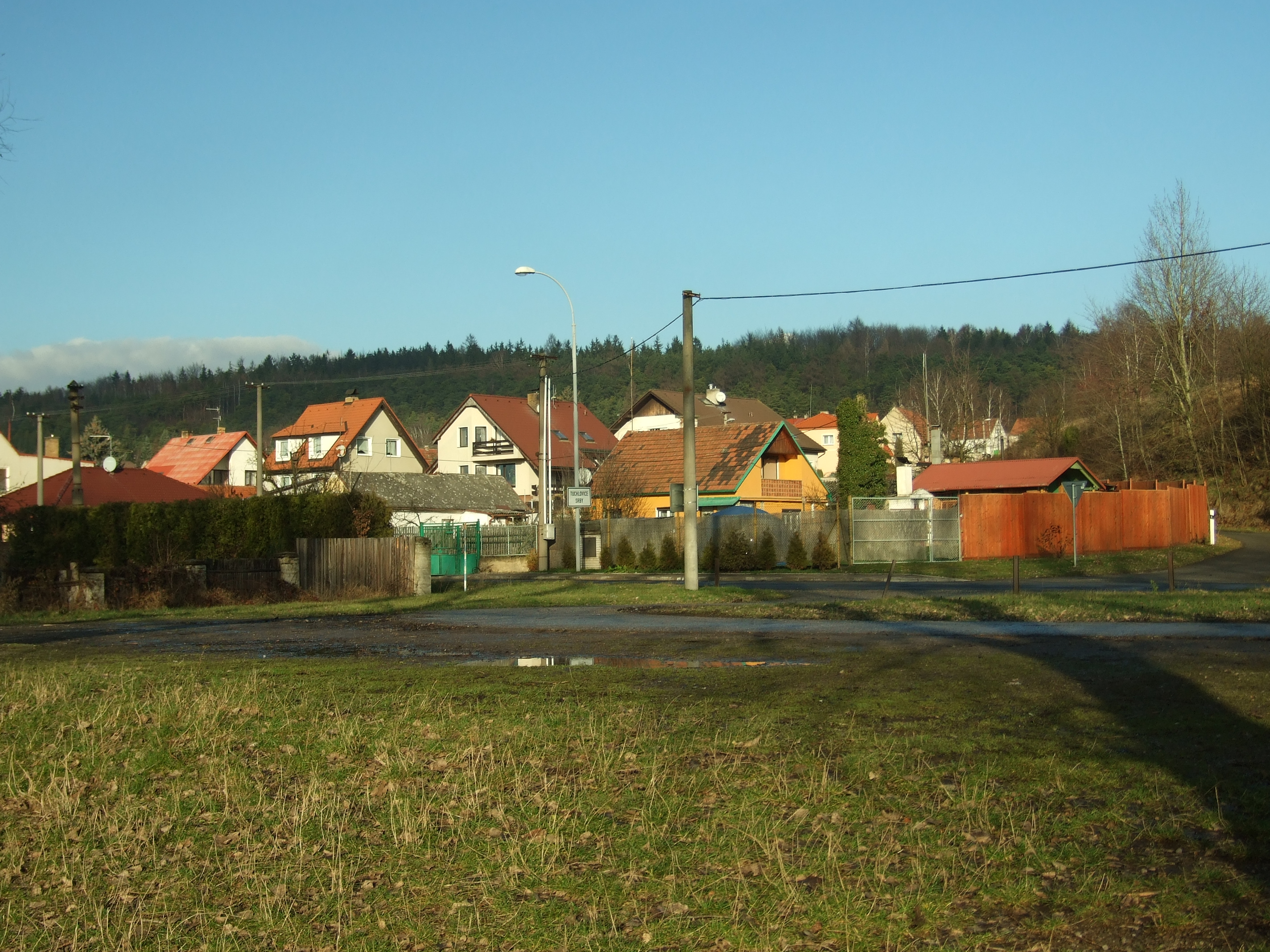
Návrší Na rovinách (435 m), zalesněná plošina mezi Srby, Libušínem a Rozdělovem představuje nejvyšší místo Pražské plošiny

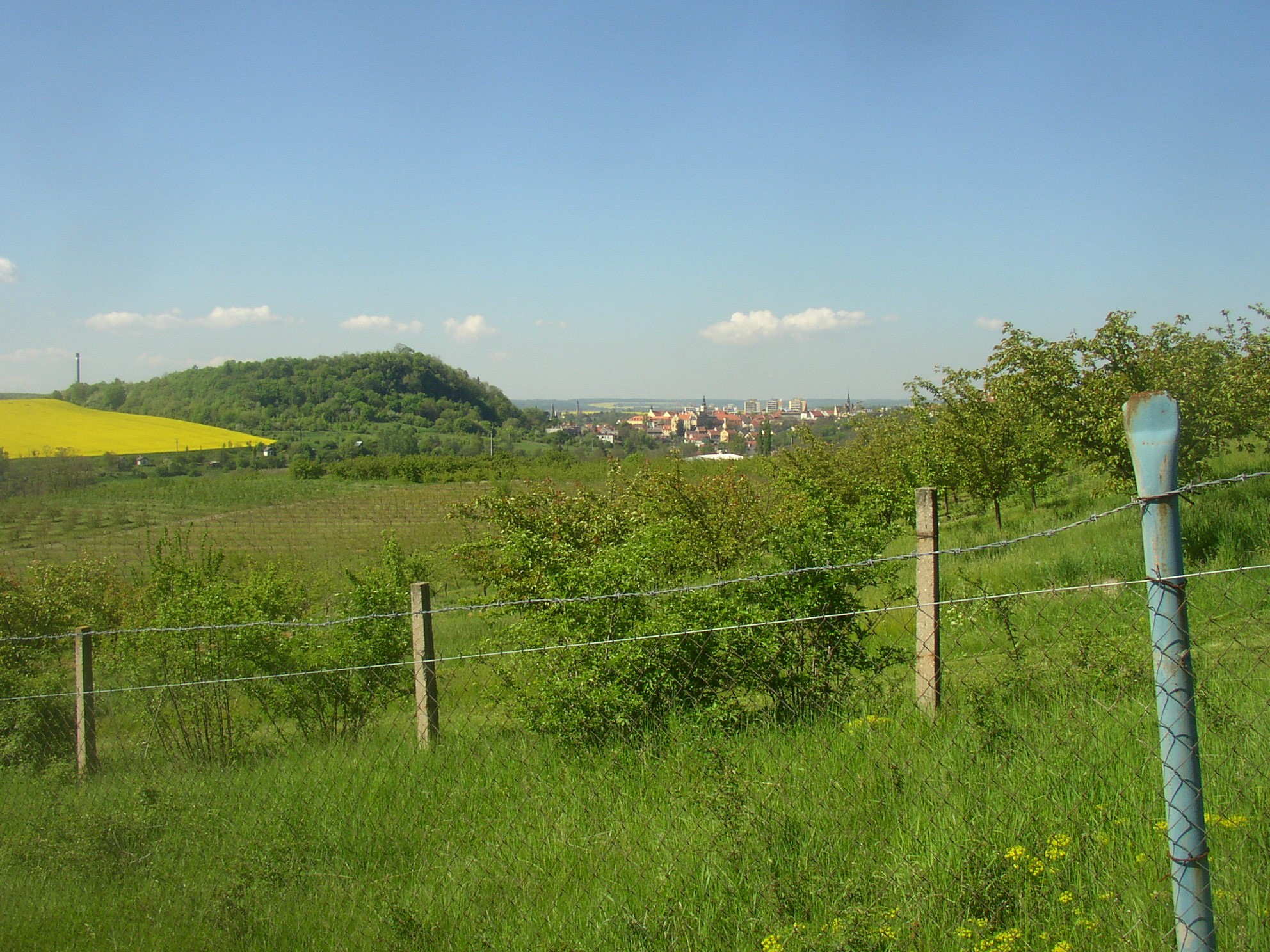
Slánská hora, pozůstatek třetihorního vulkanismu

Význačné body
- Slánská hora (330 m)
- Vinařická hora (413 m)
- Krliš (308 m)
- Erš (345 m)
- Řivnáč (296 m)
- Čičovický kamýk (345 m)
- Kozí hřbety (304 m)
- Džbán (365 m)
- Červený vrch (327 m)
- Bílá hora (382 m)
- Vidoule (372 m)
- Kopanina (393 m)
- Děvín (310 m)
- Petřín (331 m)
- Vítkov (275 m)
- Ládví (359 m)
- Velká skála (314 m)
- Velký vrch (288 m)
- Bohdalec (273 m)
- Teleček (399 m, nejvyšší místo hl. města Prahy)
- Hradinovský kopec (410 m)
- Kulivá hora (389 m)
- Sulava (363 m)
- Skalka (310 m)
- V hoře (392 m)
- Zvolská homole (327 m)
- Vinice (299 m)
- Háj (322 m) [1]
- Chodová (319 m)
- Jankov (297 m)
- Kozinec (314 m)
- Na skalce (302 m)
- Žákova skála (330 m)

## Vodstvo
Pražská plošina zaujímá území při dolním toku řeky Vltavy, která je jediným větším tokem na tomto území a do jejíhož přímého povodí převážná část Pražské plošiny spadá. Celek odvodňují drobné potoky, které zejména na severozápadě v Kladenské tabuli vytvářejí soustavu rovnoběžných údolí, sledujících základní orientaci terénu ve směru jihozápad – severovýchod. Z levostranných přítoků Vltavy je nejvýznamnější Zákolanský potok, z pravostranných Botič a Rokytka. Na jihozápadě náleží menší díl Třebotovské plošiny do povodí Berounky (zejm. Radotínský potok). Východní okraj území kolem Úval odvodňuje přímo do Labe potok Výmola. Prostřednictvím Vltavy pak k povodí Labe nepřímo náleží celá Pražská plošina.
Labe
- Výmola
  - Sibřinský potok
  - Dobročovický potok
  - Škvorecký potok
- Vltava
  - Zahořanský potok (pouze pravá strana povodí)
    - Libeňský potok

  - Zvolský potok
  - Břežanský potok
  - Berounka
    - Karlický potok
    - Radotínský potok
      - Šachetský potok

  - Libušský potok
  - Kunratický potok
  - Dalejský potok
  - Motolský potok
  - Botič
    - Jesenický potok
    - Dobřejovický potok
    - Pitkovický potok

  - Brusnice
  - Rokytka
    - Říčanský potok

  - Litovický potok (Šárecký potok)
  - Drahanský potok
  - Únětický potok
  - Přemyšlenský potok
  - Zákolanský potok
    - Dřetovický potok
    - Týnecký potok
    - Knovízský potok (Svatojiřský potok)

  - (skrze Bakovský potok, který sám probíhá mimo popisované území)
    - Byseňský potok (pouze pravá strana povodí)
    - Červený potok

## Vegetace
Území Pražské plošiny lze charakterizovat jako krajinu otevřenou, od prehistorických dob intenzivně zemědělsky využívanou, v centrální části dnes silně urbanizovanou, s velmi malým podílem lesů; zejména Slánsko, východní Kladensko, severní a jihovýchodní okolí Prahy rozsáhlejší lesní porosty prakticky postrádají. Naopak poměrně lesnatý je členitý terén Českého krasu na jihozápadě, údolí Vltavy a jejích přítoků na jihu. Nejvýznamnější zlomky zalesnění představují např. prstenec lesů kolem Kladna, Klánovický les či Kunratický les.

## Historie
Území náleží ke staré sídelní oblasti, prakticky souvisle obývané po tisíciletí. Vyvýšená místa jako např. Slánská hora, Homolka u Stehelčevsi, Řivnáč, Šárka, Butovice či Zámky u Bohnic bývala významnými středisky v předhistorických dobách. V Pražské plošině se nacházejí eponymní lokality kultur řivnáčské a knovízské. Otevřená Pražská kotlina přitahovala osídlení odedávna. Díky tomu, že umožňovala pozvolný přístup do jinak strmého údolí řeky Vltavy a snadný brod přes řeku se stala křižovatkou dálkových obchodních cest a postupně i politickým centrem země.
Pražská plošina představuje vlastní jádrovou oblast českého státu; nejstarší přemyslovská hradiště, výšinného typu, se rozkládala na zdejších ostrožnách (Levý Hradec nad levým břehem Vltavy a Budeč nad soutokem Zákolanského a Týneckého potoka). Též Praha (tj. Pražský hrad), založená jen o málo později, využila přirozeného návrší, dnes zvaného Opyš. Z pozdějších přemyslovských hradišť se v popisované oblasti nacházejí též Vyšehrad (na ostrožně mezi Vltavou a Botičem) a Libušín (na ostrožně mezi Knovízským a Libušínským potokem).

## Galerie

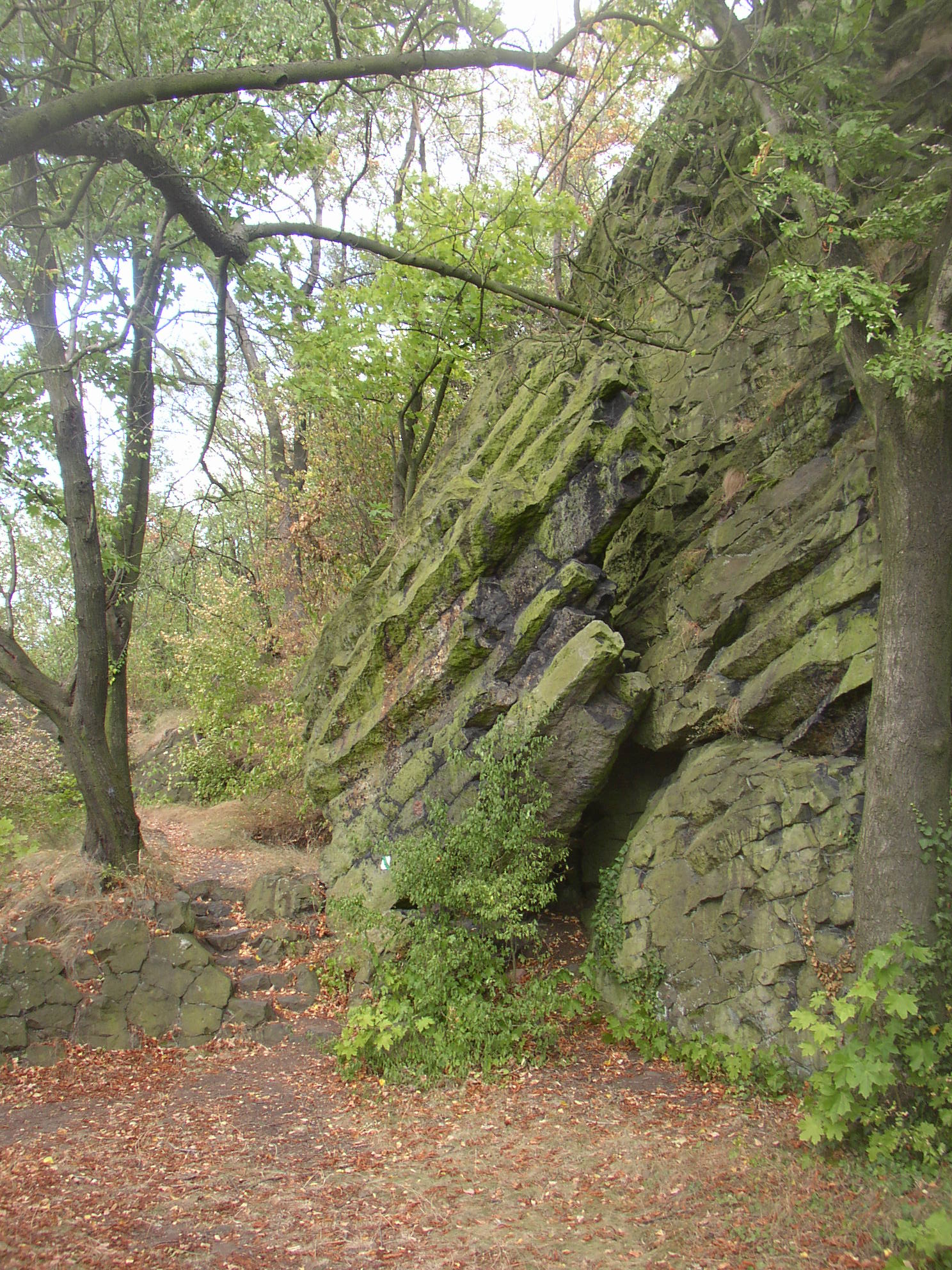
Čedičové sloupce na Slánské hoře
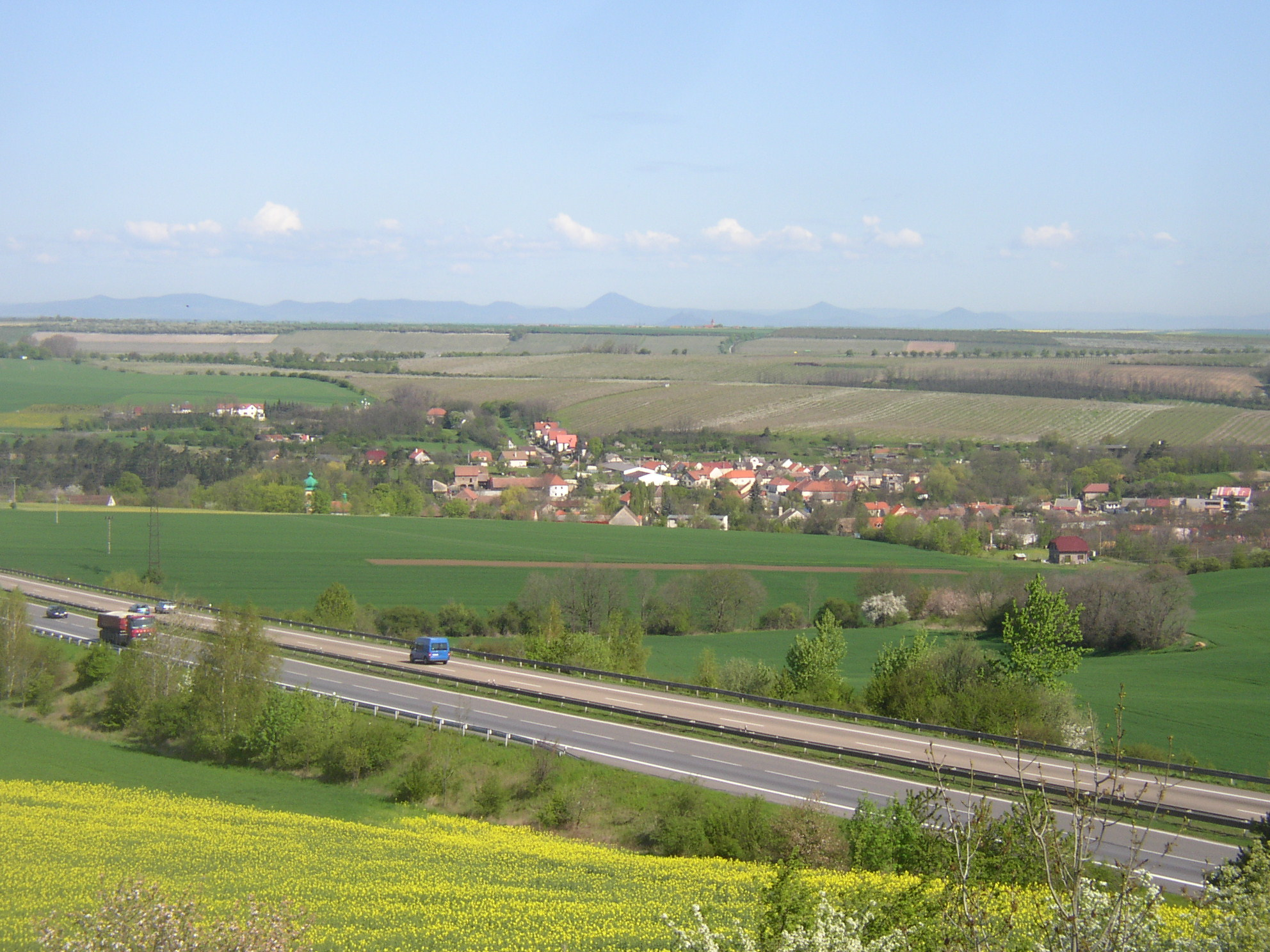
Pohled přes údolí Knovízského potoka u Knovíze
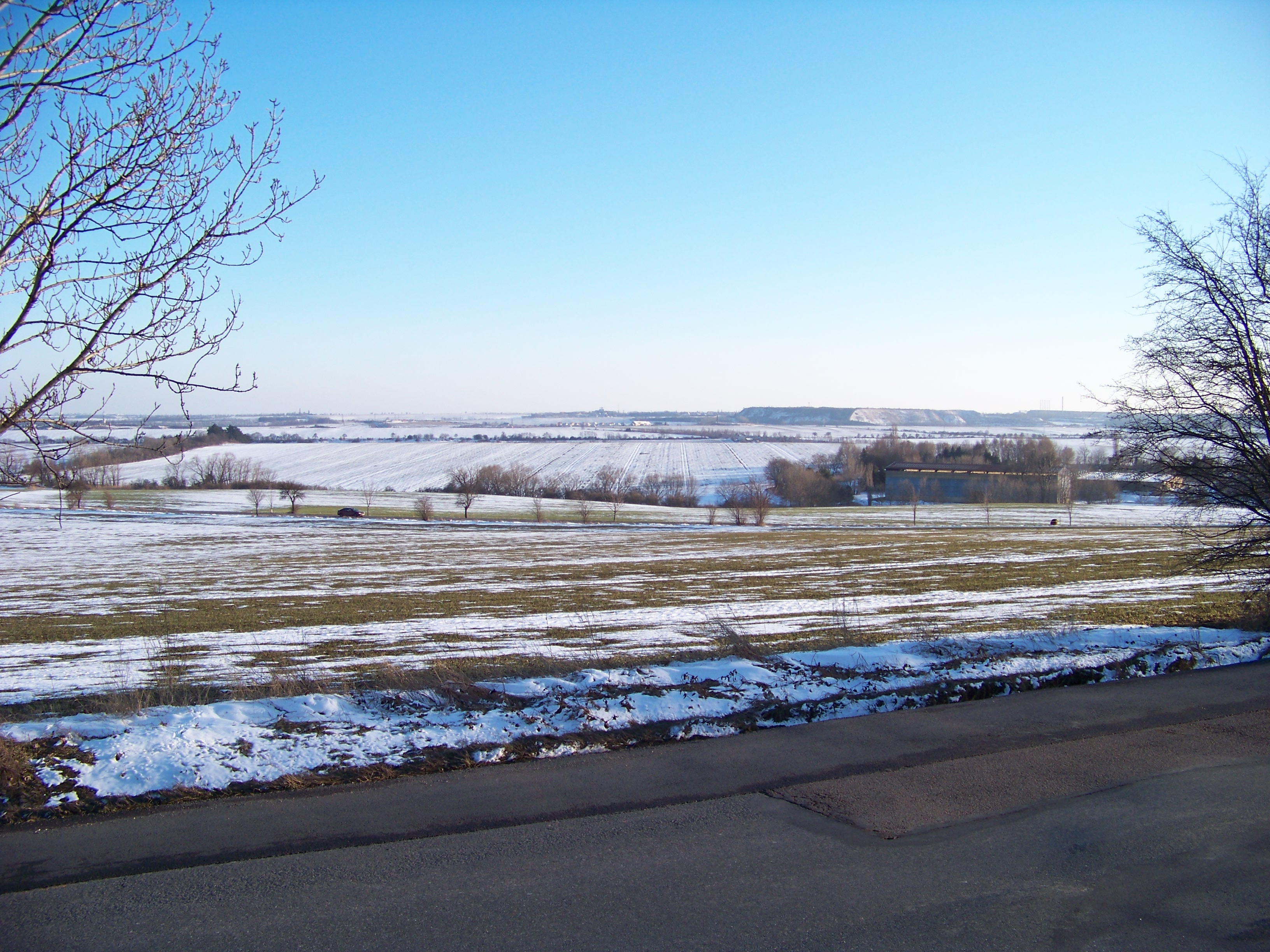
Krajina středního Kladenska mezi Třebusicemi a Buštěhradem – řada mělkých rovnoběžných údolí, charakteristický rys Slánské tabule
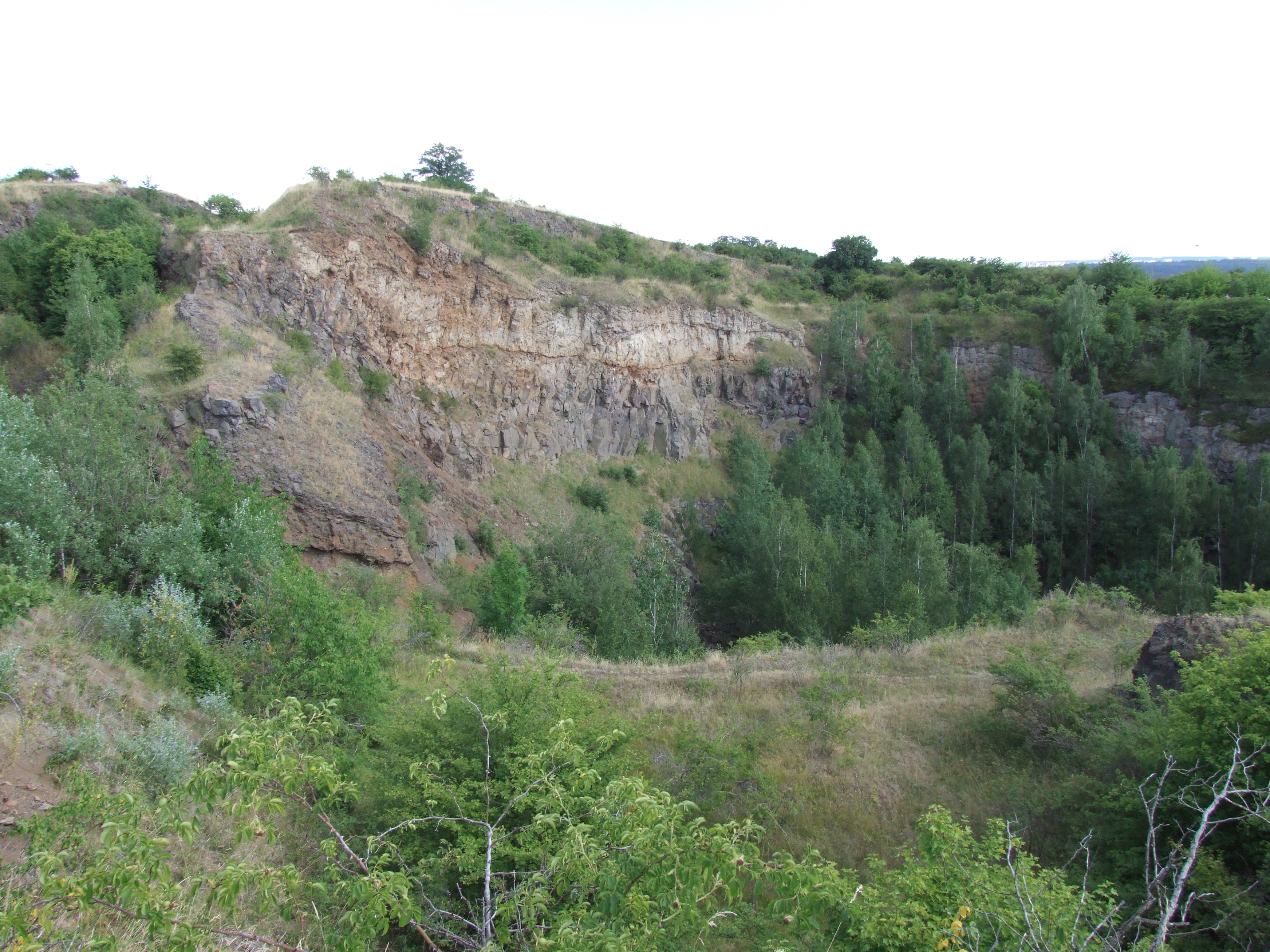
Vinařická hora, lomem obnažené nitro stratovulkánu
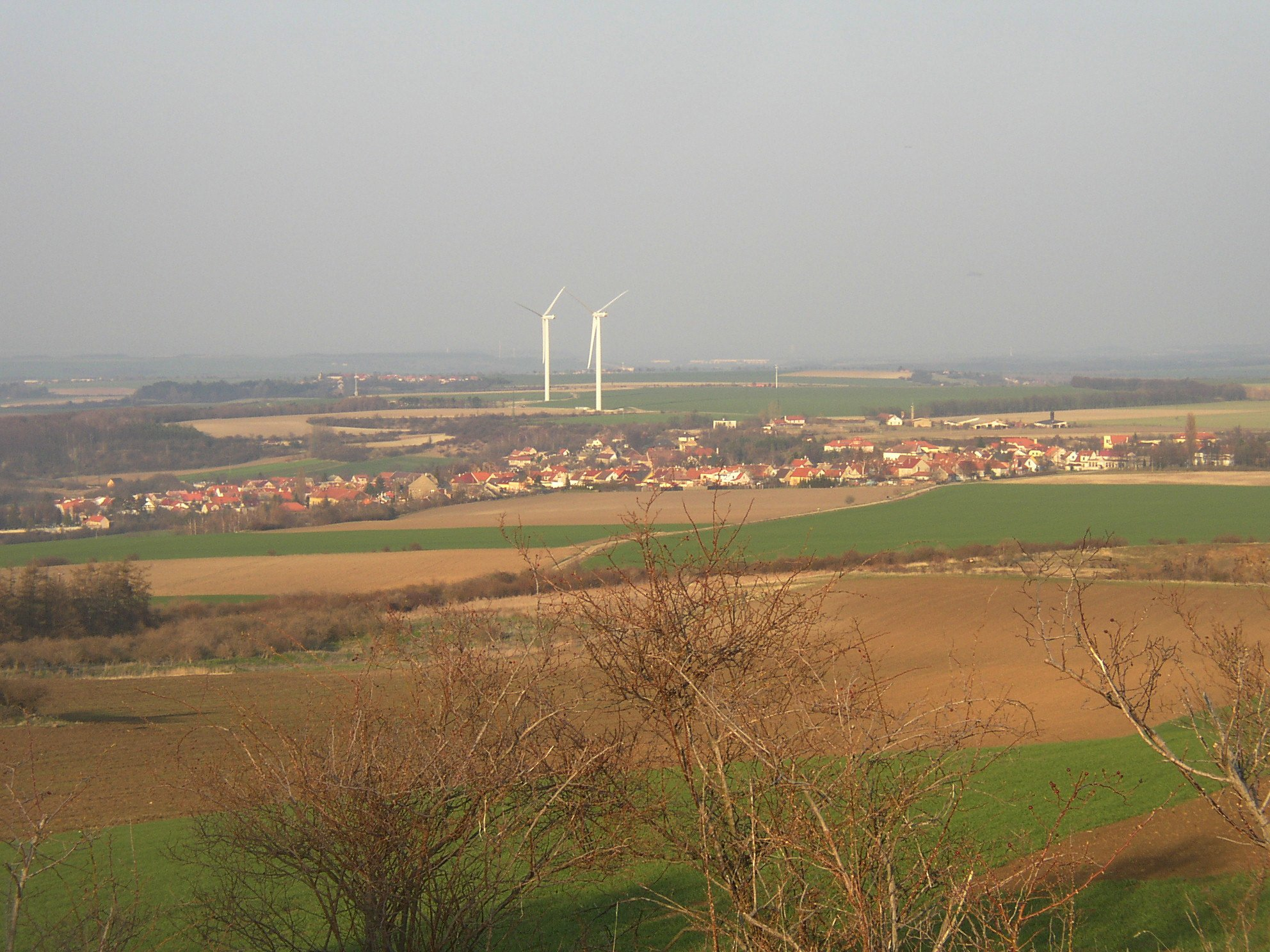
Pláň Rovina severovýchodně od Kladna, pohled z Vinařické hory
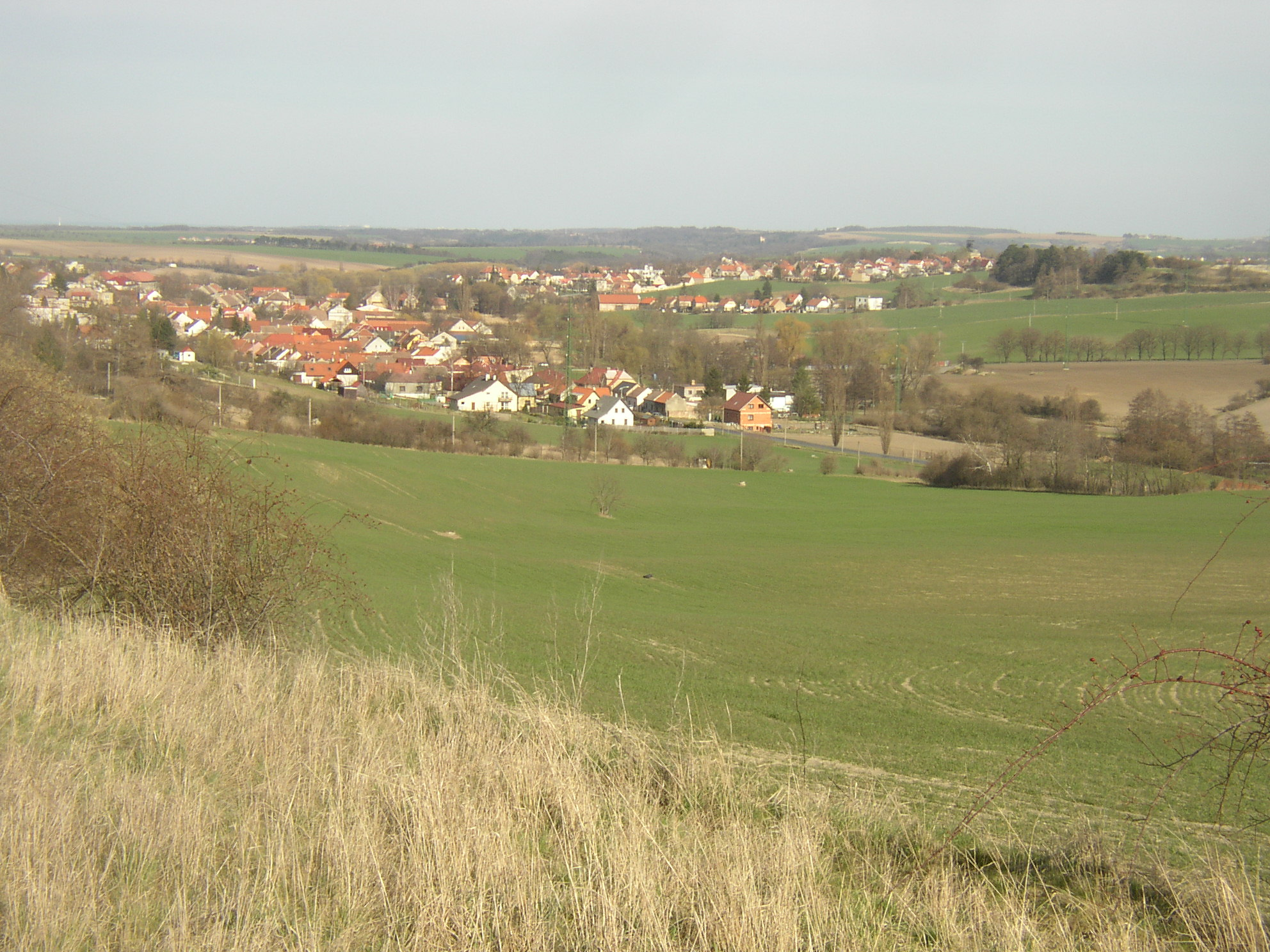
Údolí Týneckého potoka u Brandýska
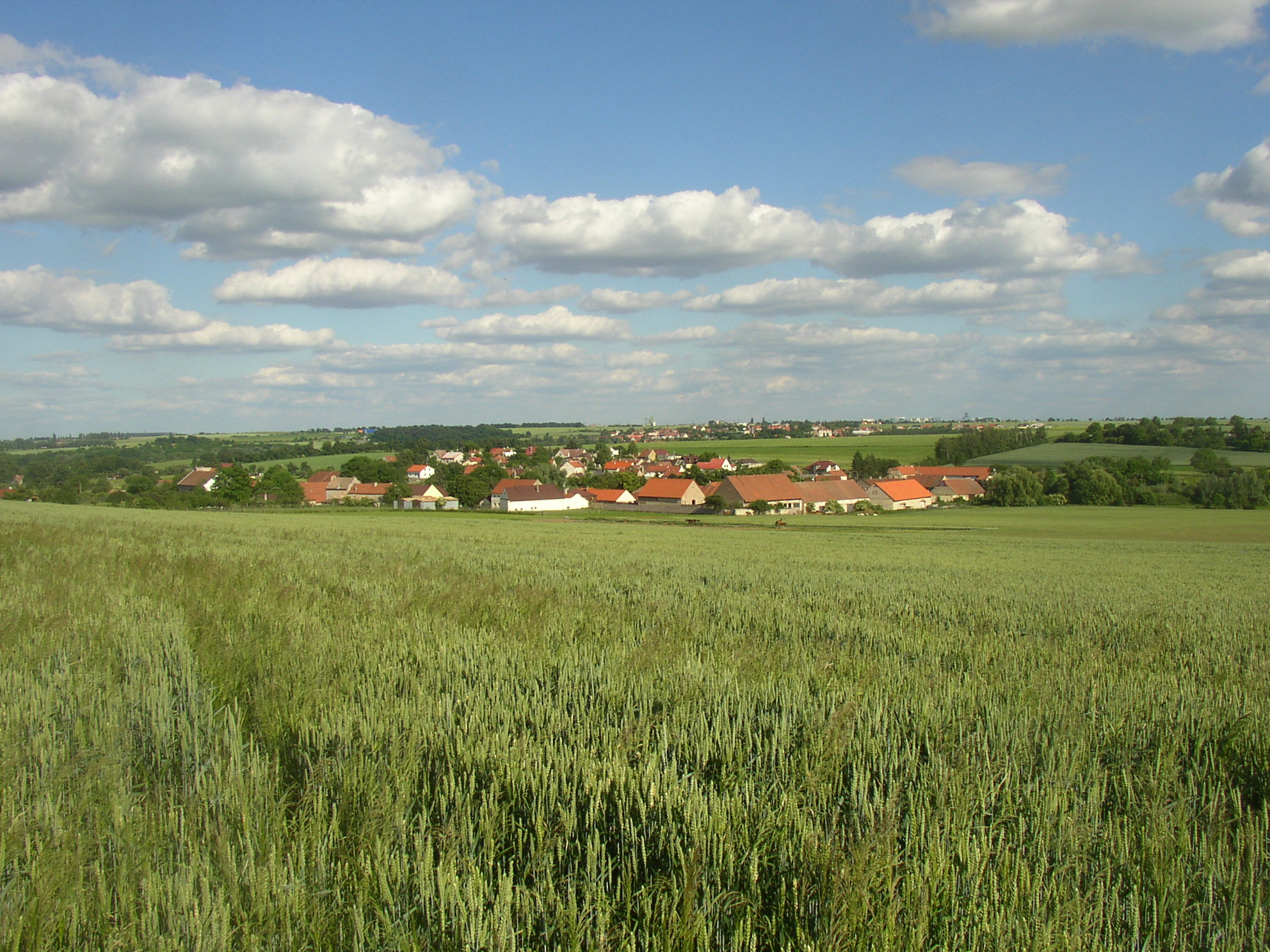
Krajina u Makotřas a Středokluk
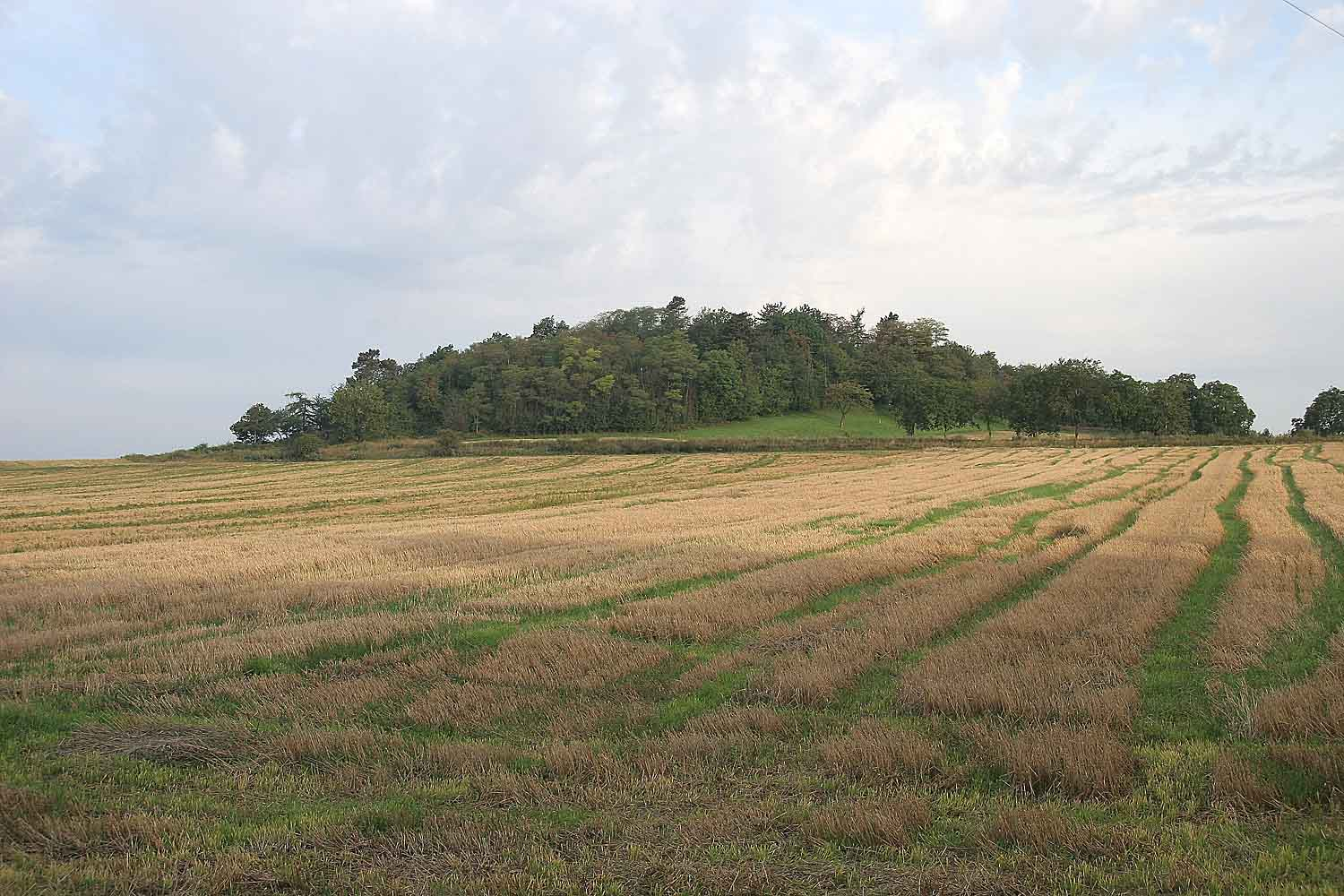
PP Čičovický kamýk
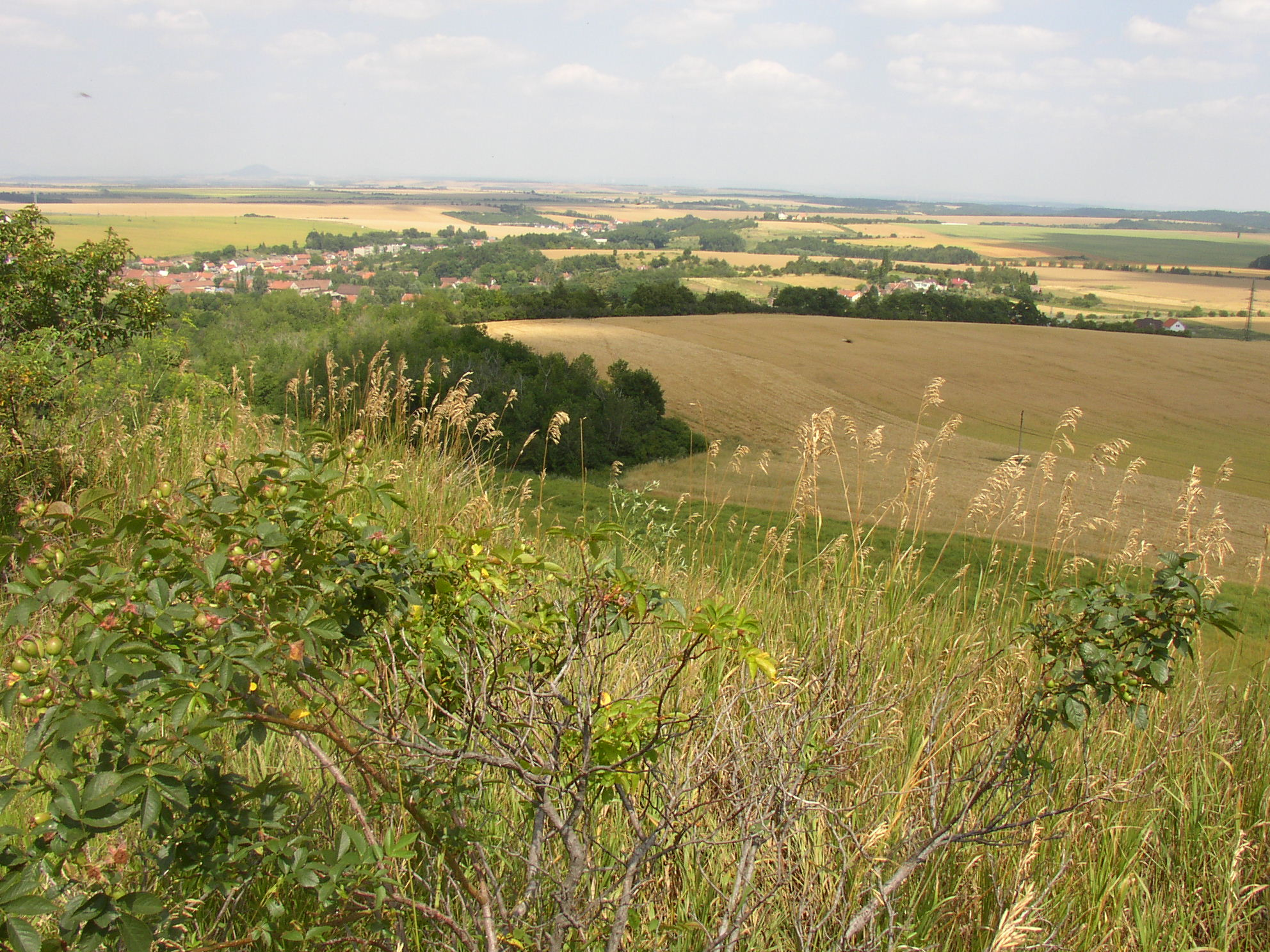
Krajina mezi Kladnem a Kralupy nad Vltavou – výhled do Turské tabule z Buštehradské haldy
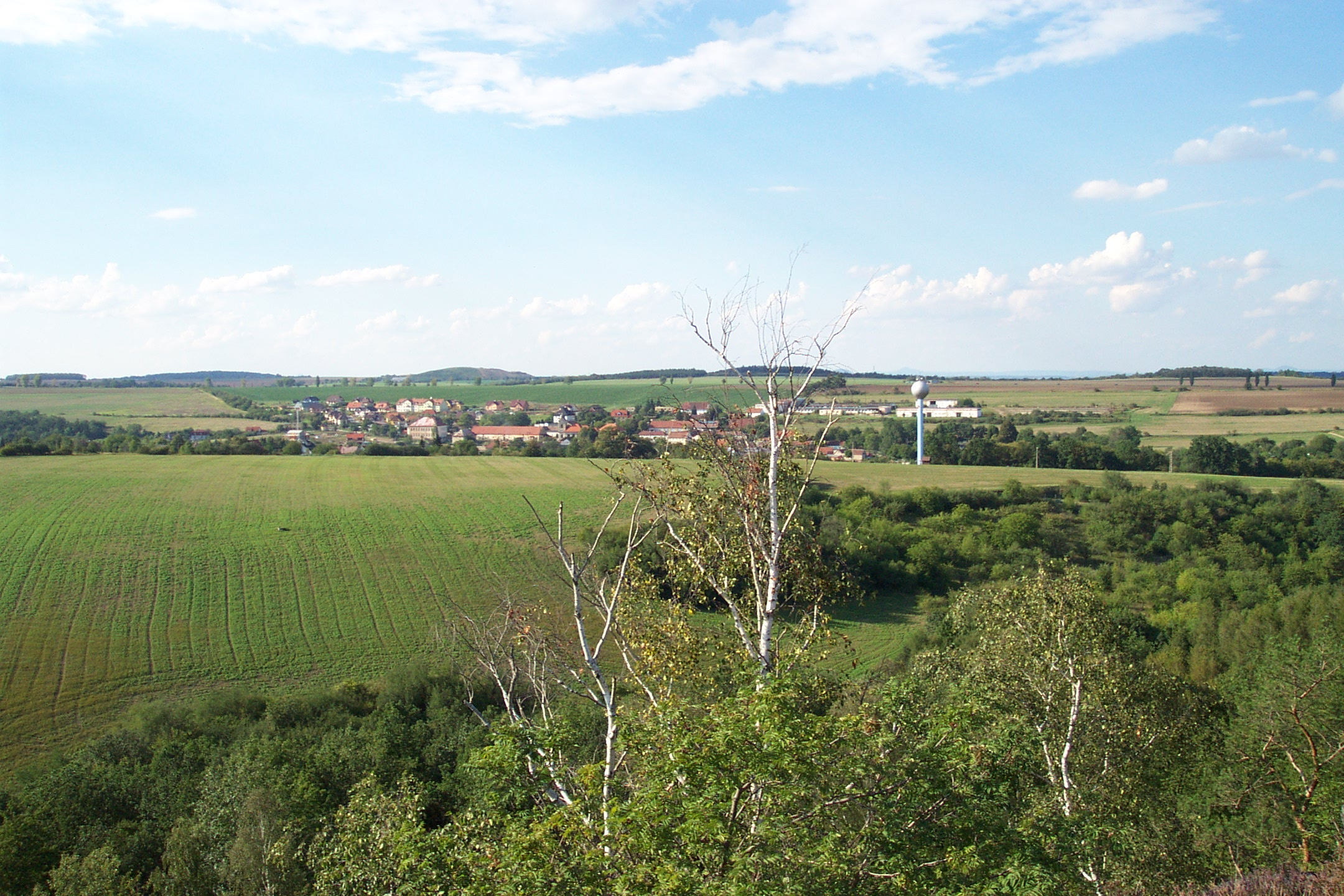
Typická krajina Turské tabule v severozápadním sousedství Prahy – pohled na Únětice z Kozích hřbetů
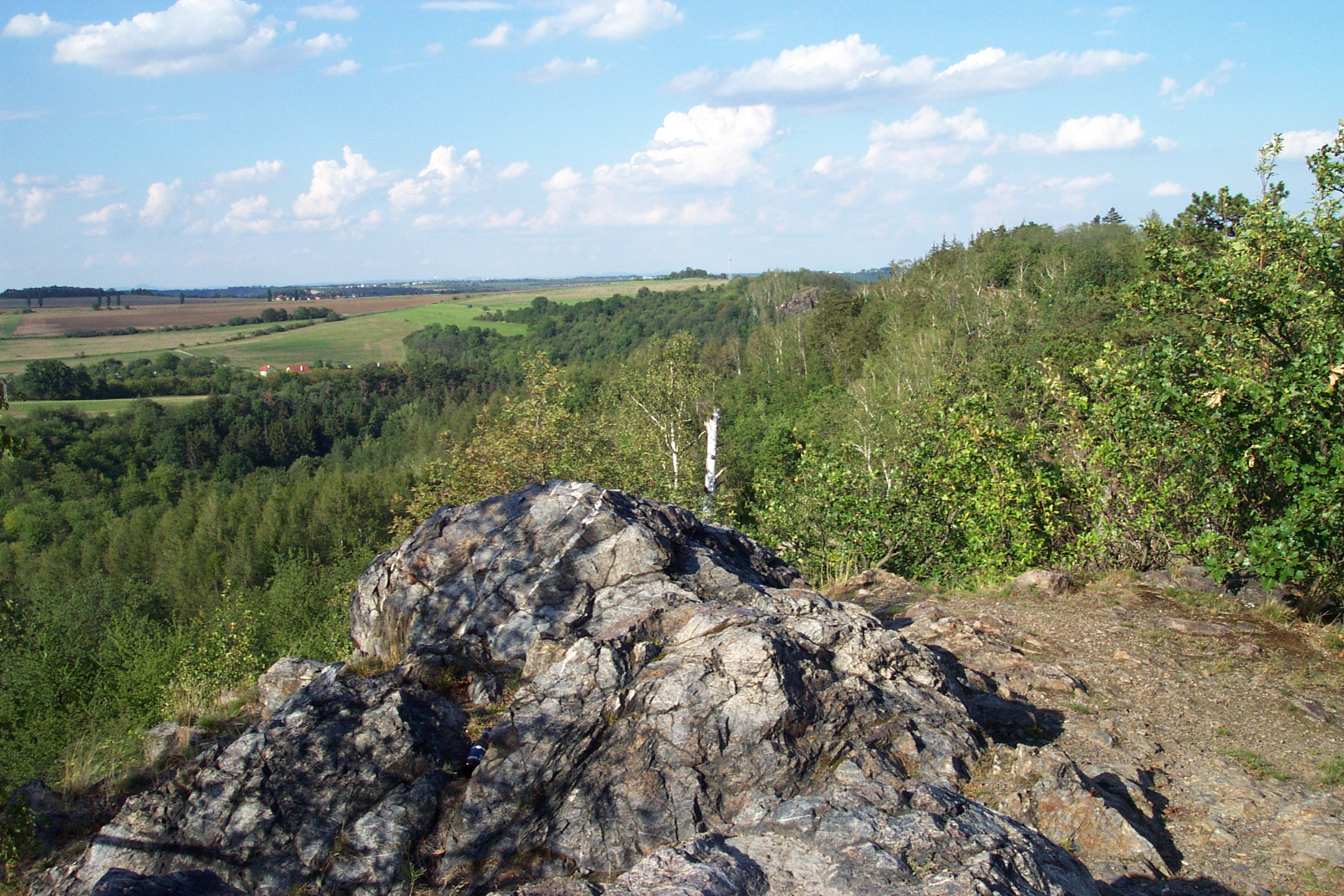
Výhled z Kozích hřbetů
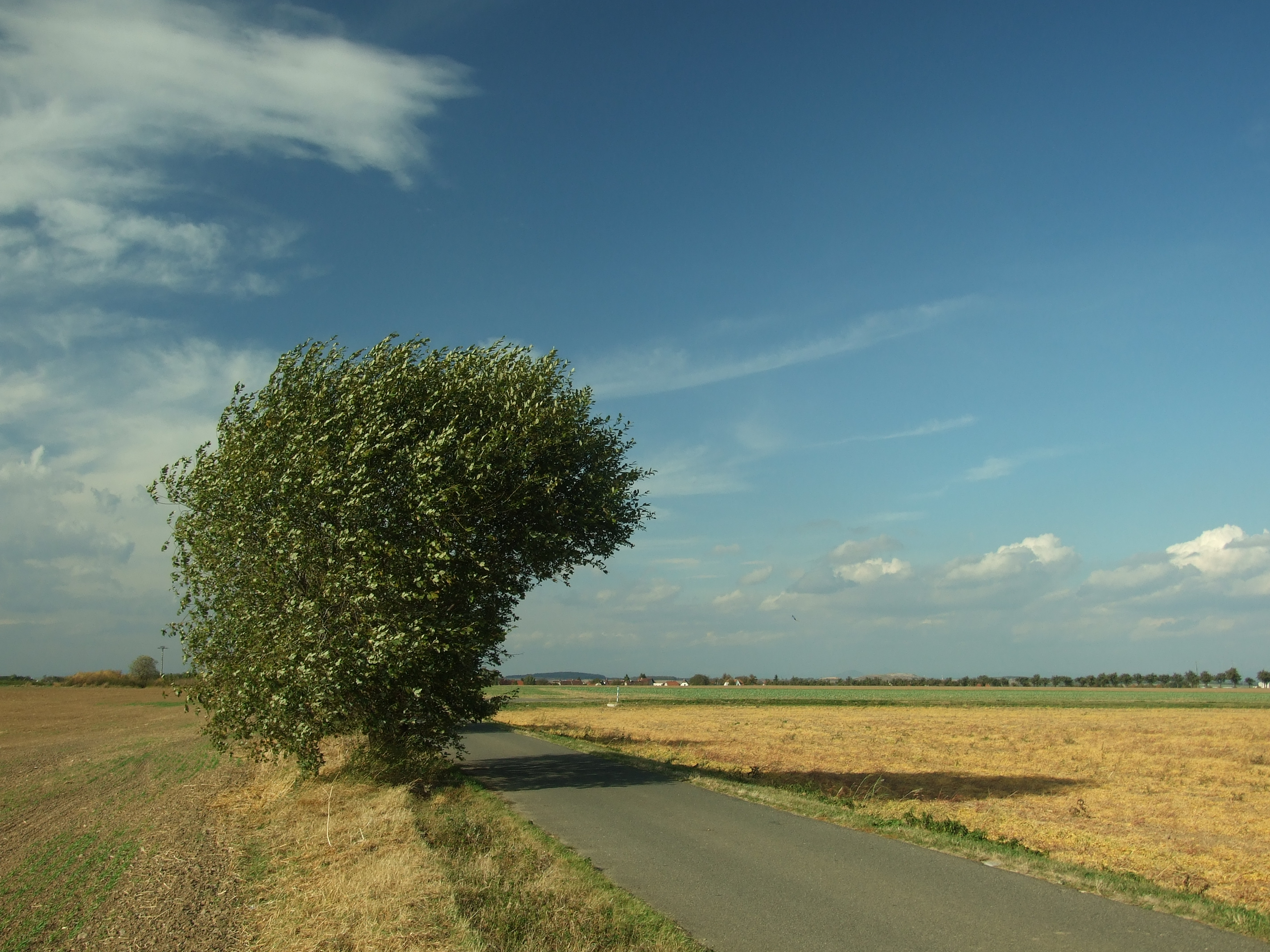
Krajina mezi Prahou a Horoměřicemi
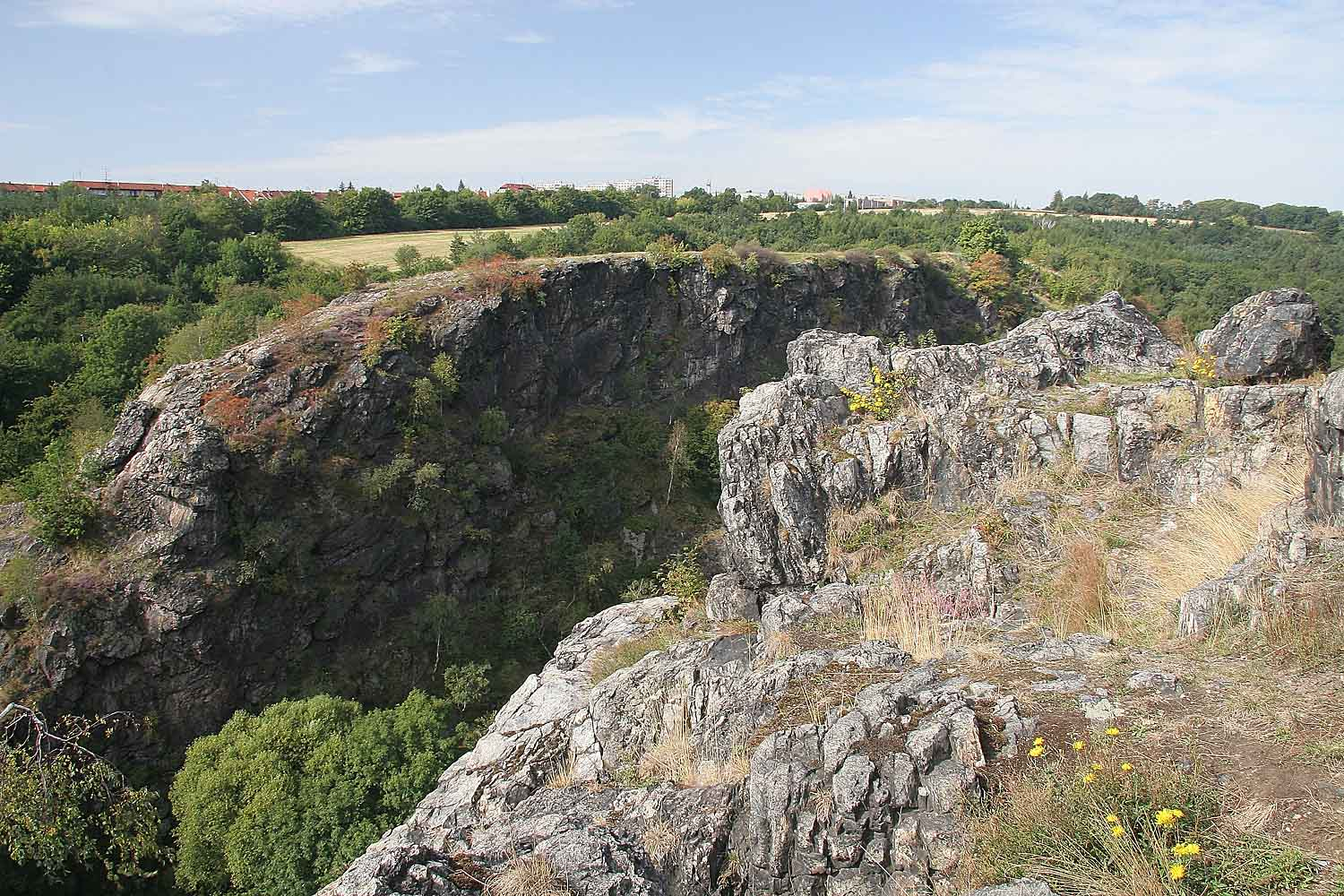
Buližníkové skály v Divoké Šárce
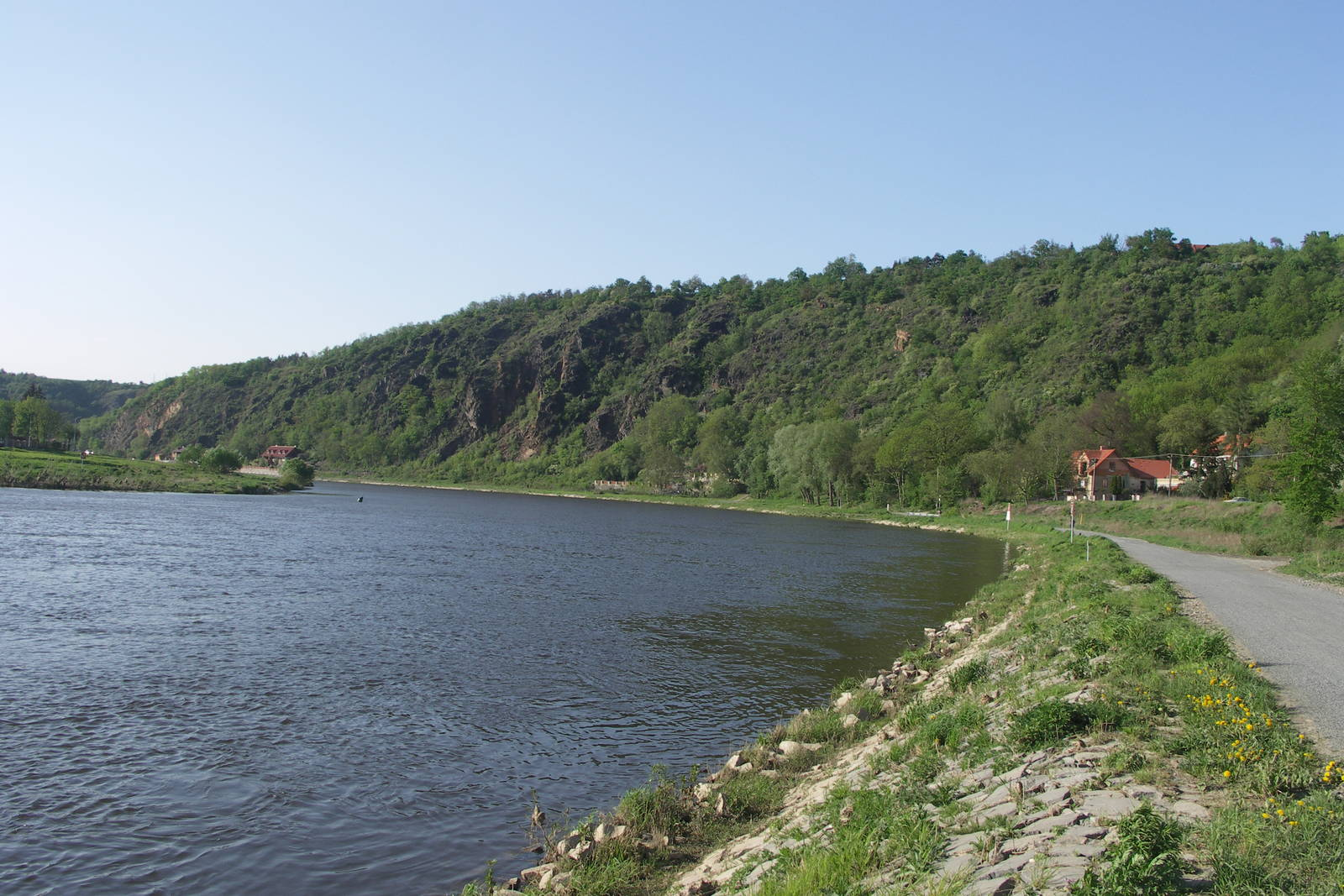
PR Podhoří, skály na pravém břehu Vltavy na severním okraji Prahy
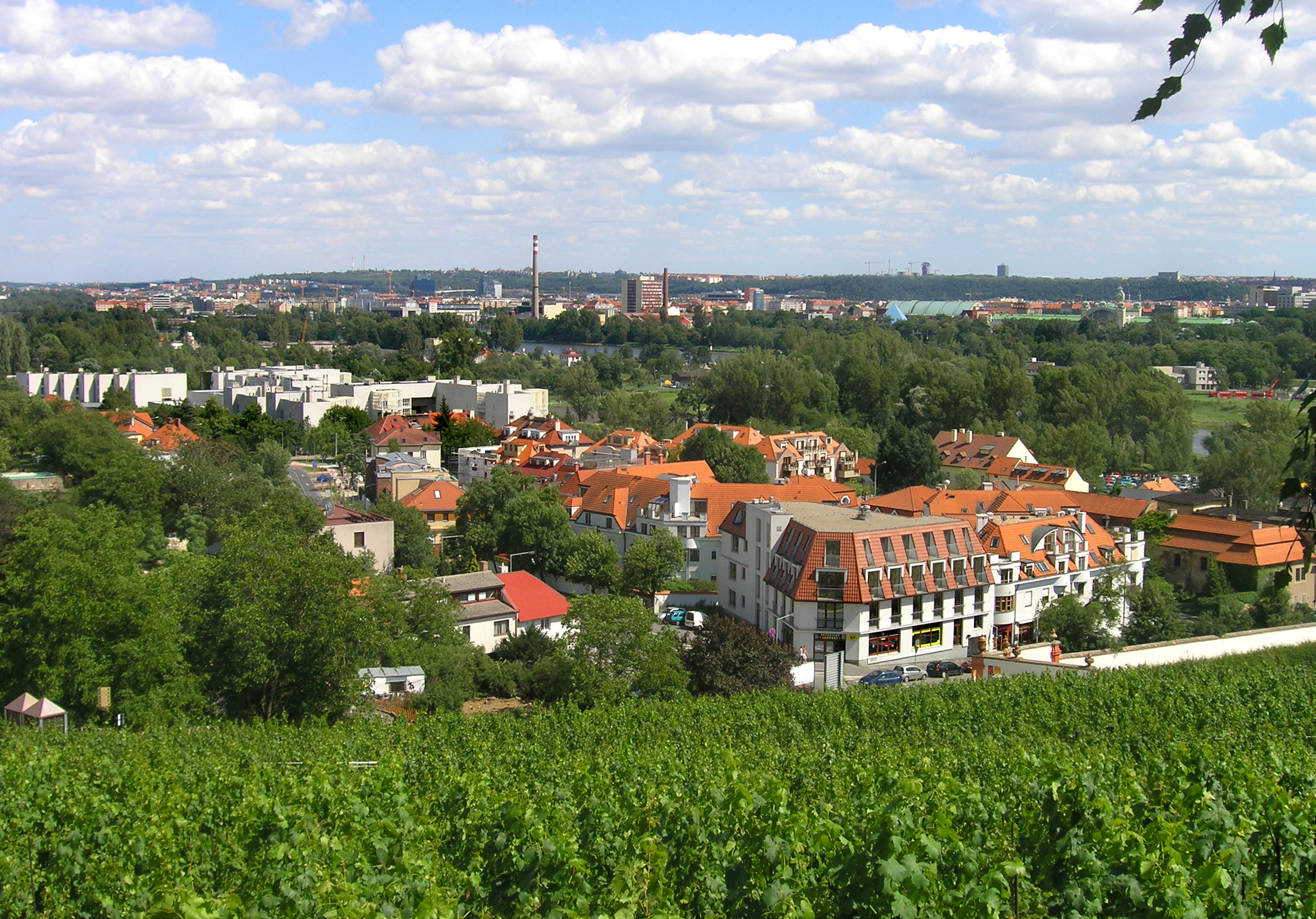
Pohled z vinic v Troji do Pražské kotliny na Libeň, Holešovice a Vítkov
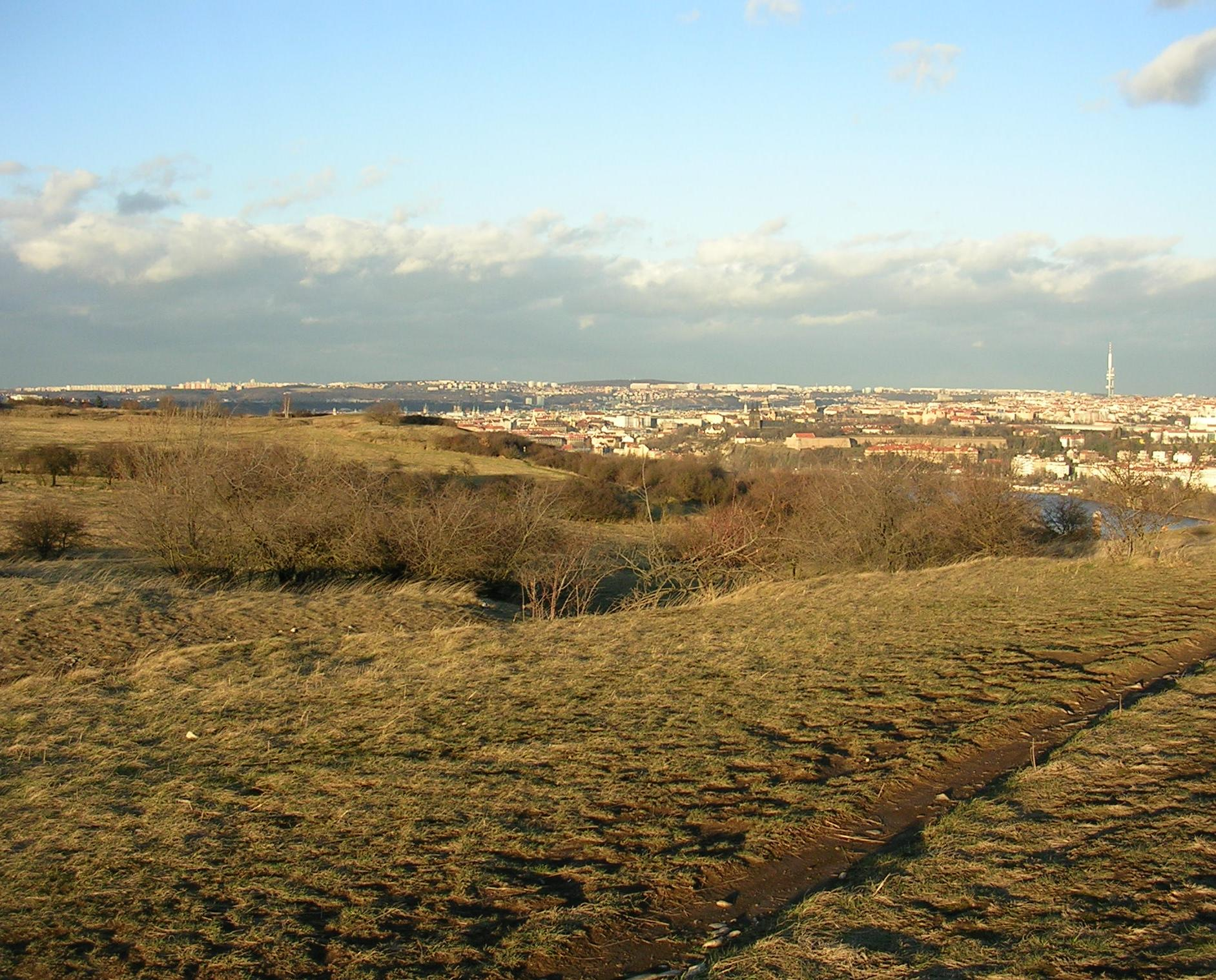
Výhled na Prahu z Děvína
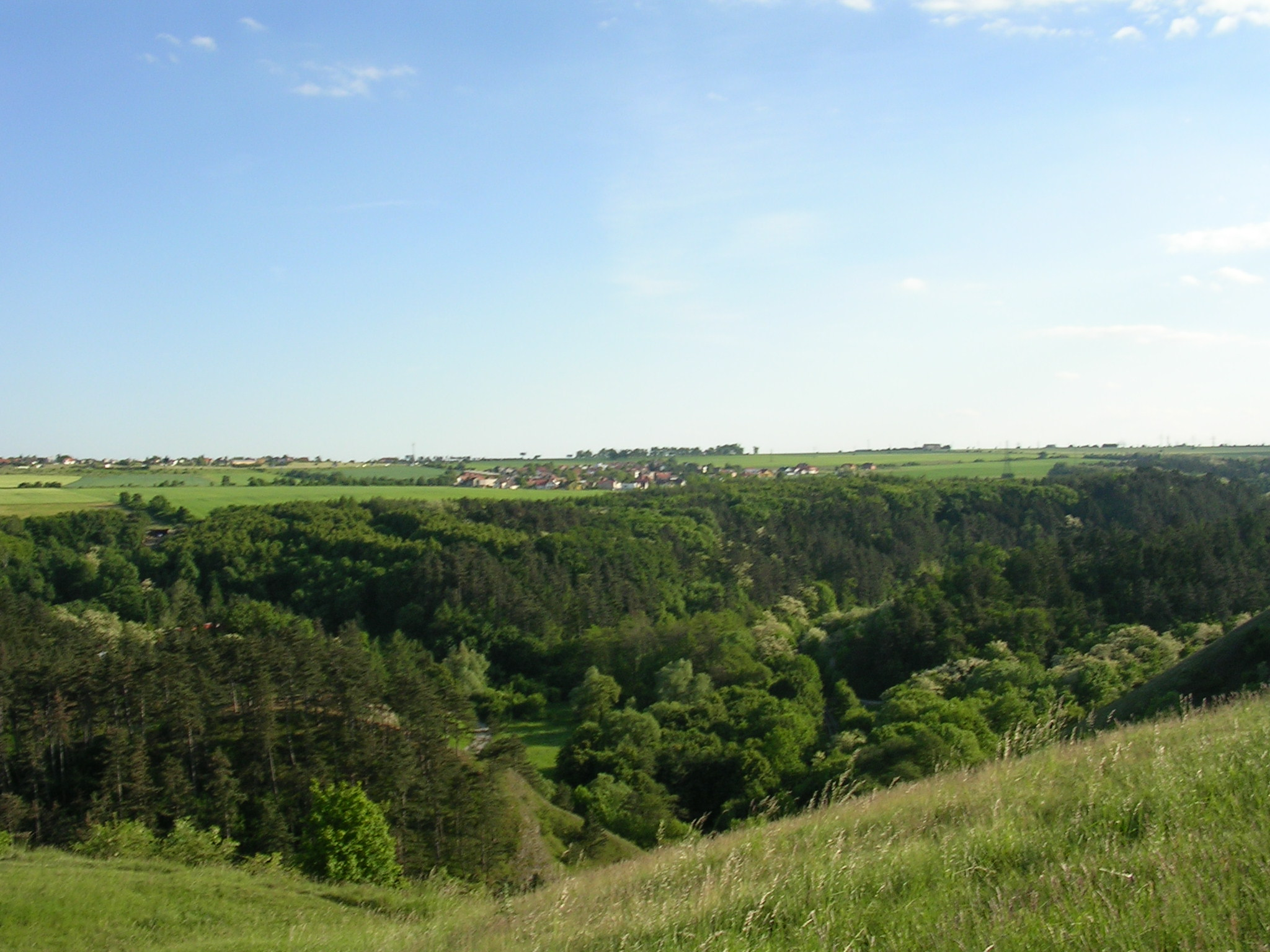
Pohled přes Prokopské údolí
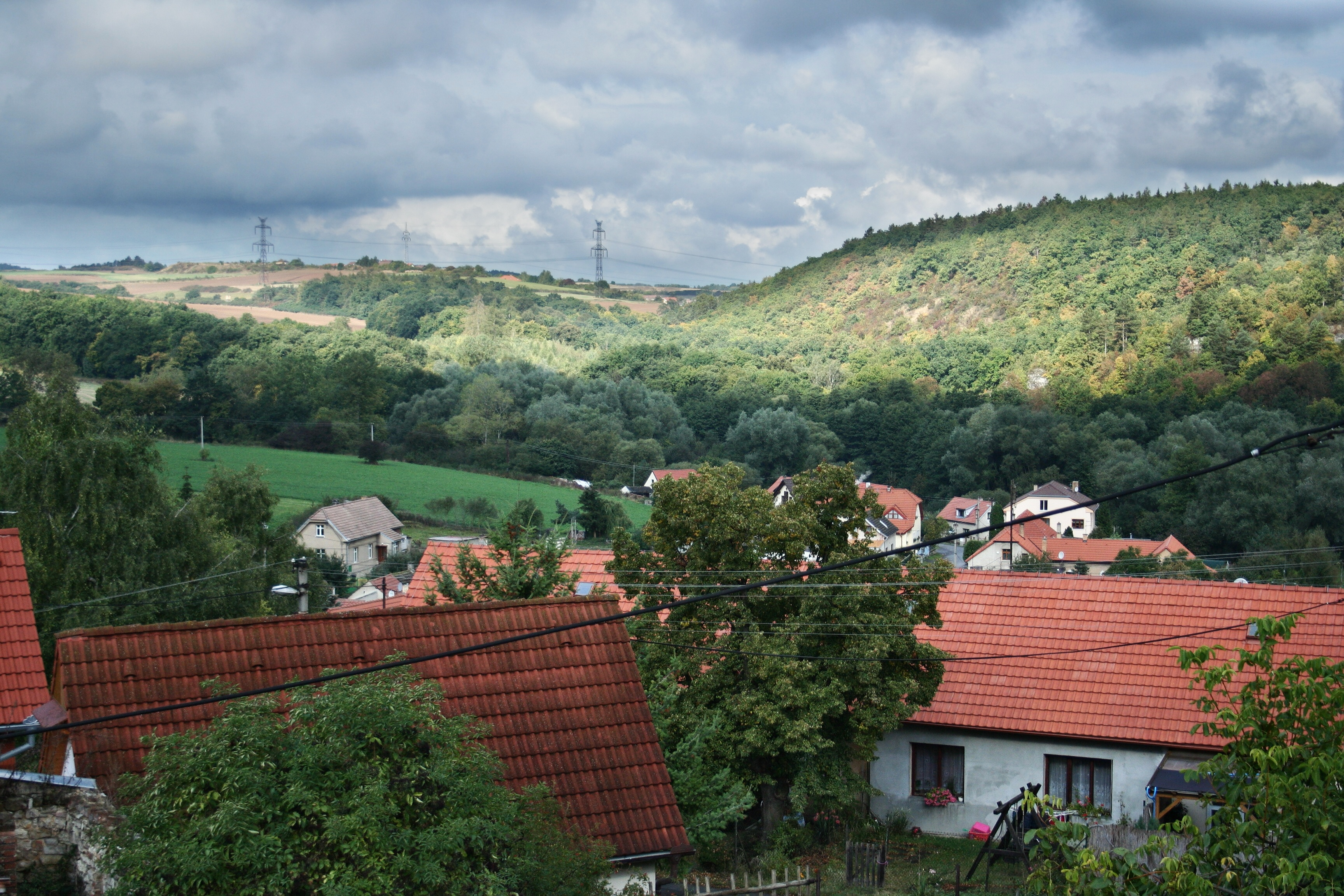
Horní část údolí Radotínského potoka u Chotče
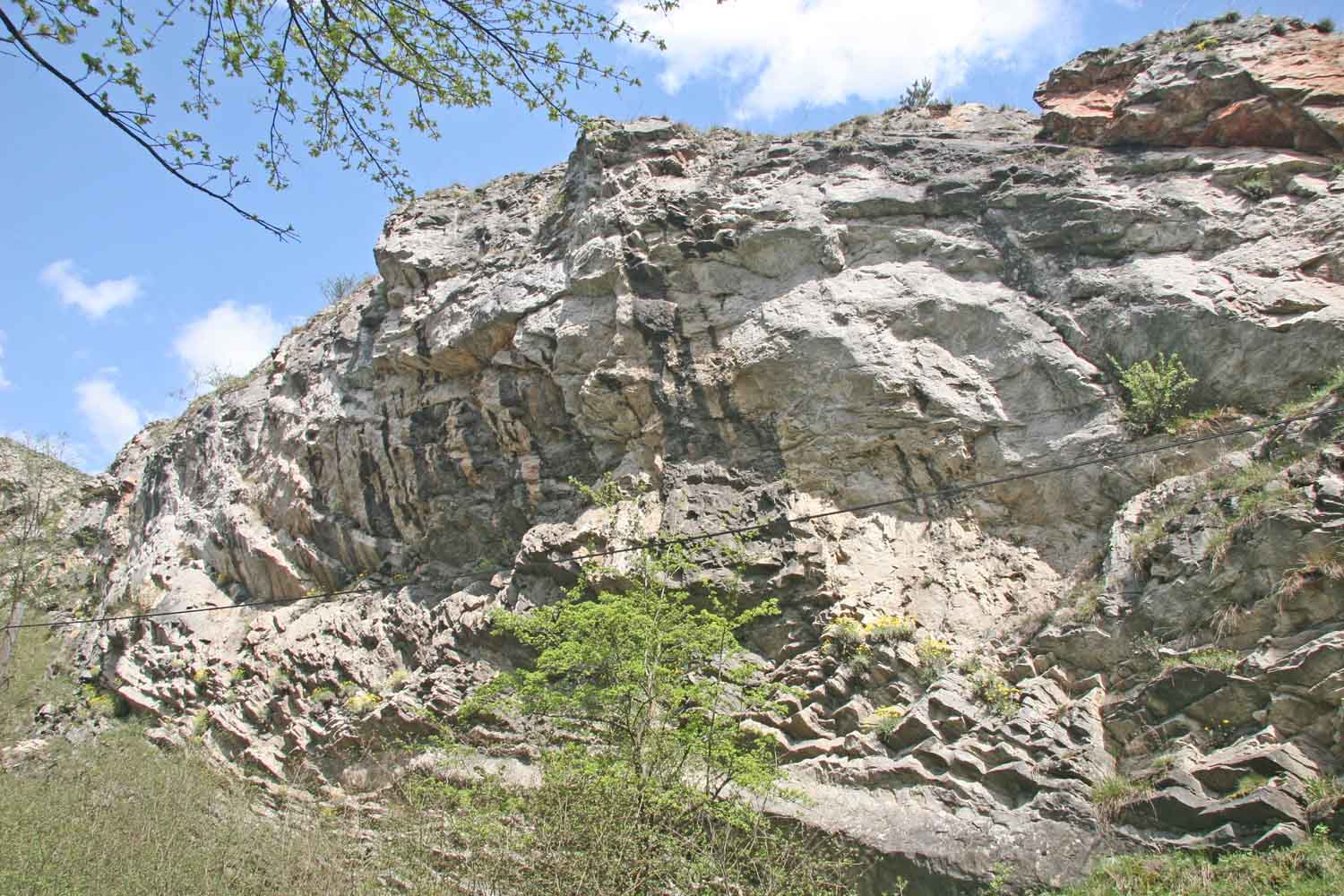
Skály v PR Radotínské údolí
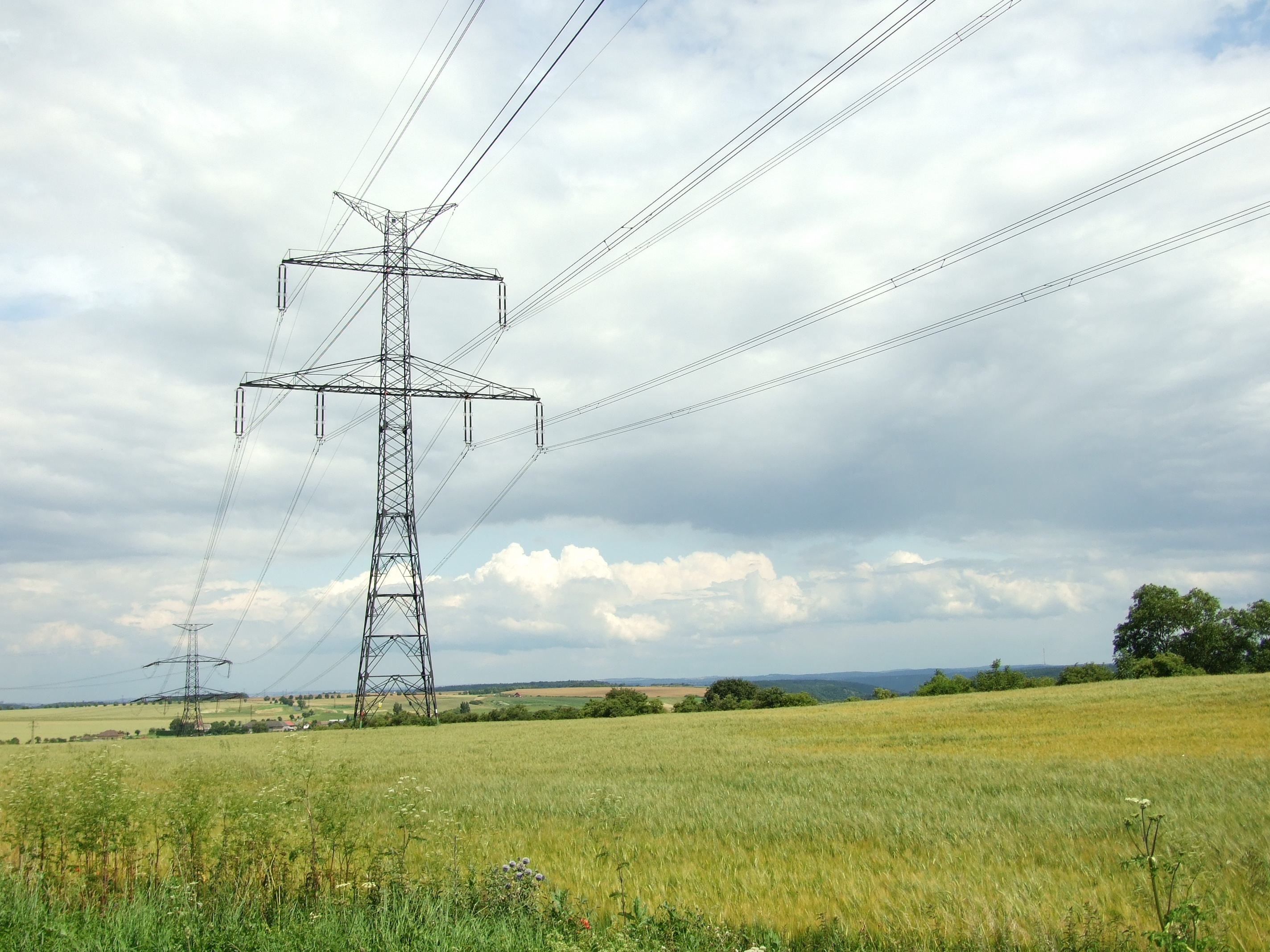
Krajina u Kuchaře a Vysokého Újezda
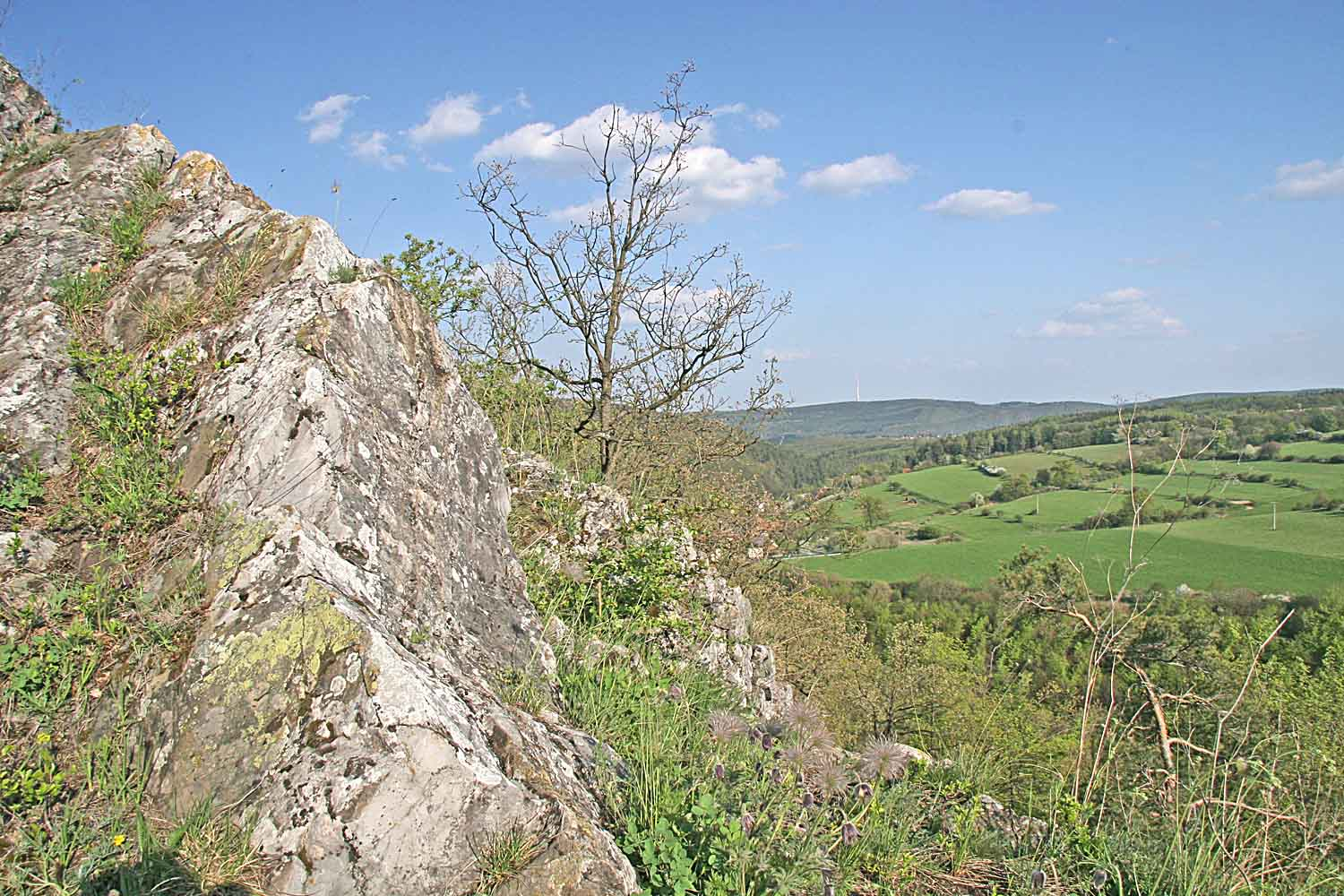
Kulivá hora u Třebotova
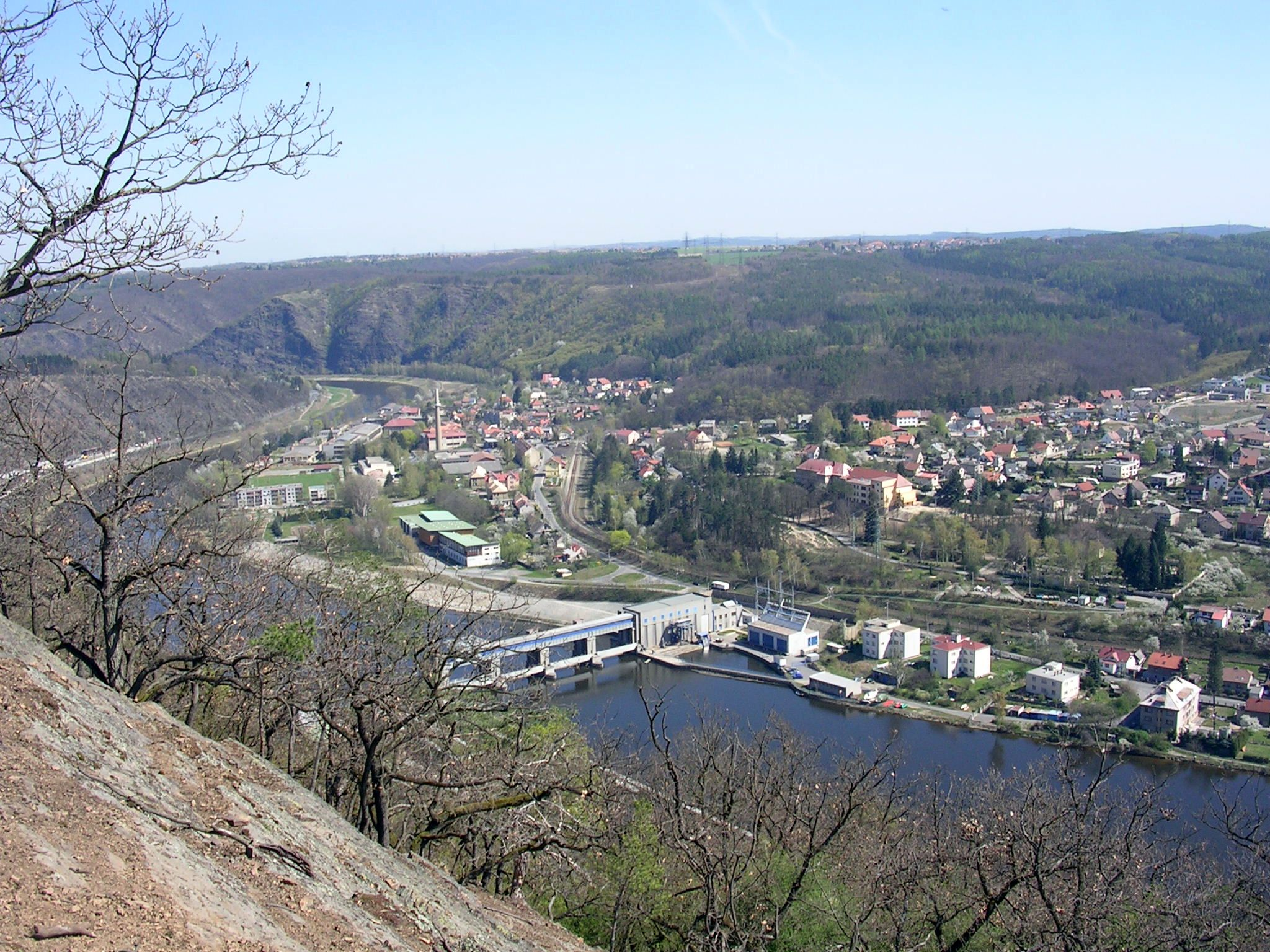
Údolí Vltavy u Vraného
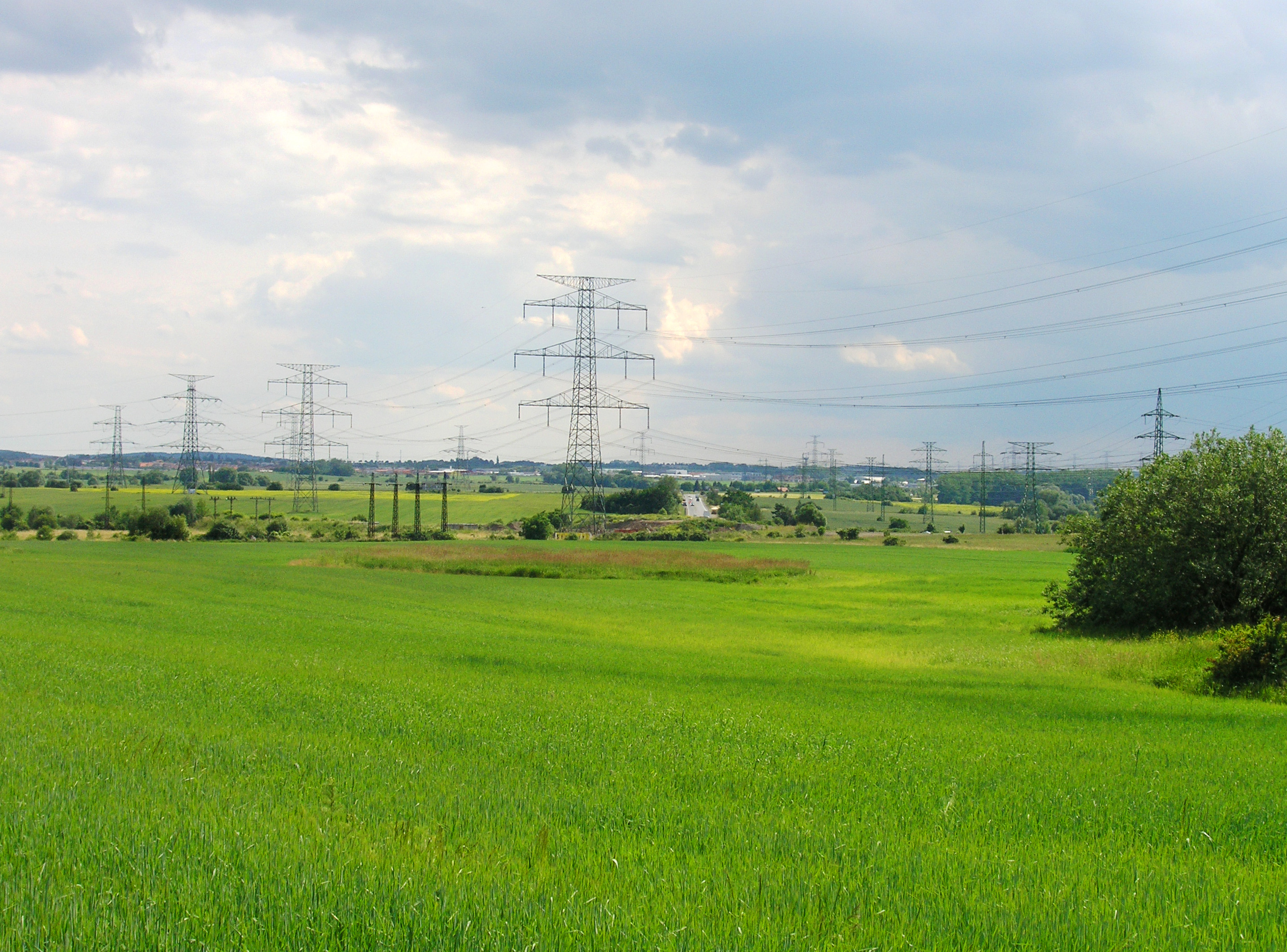
Uhříněveská plošina – PP Hrnčířské louky u Šeberova na jihovýchodním okraji Prahy
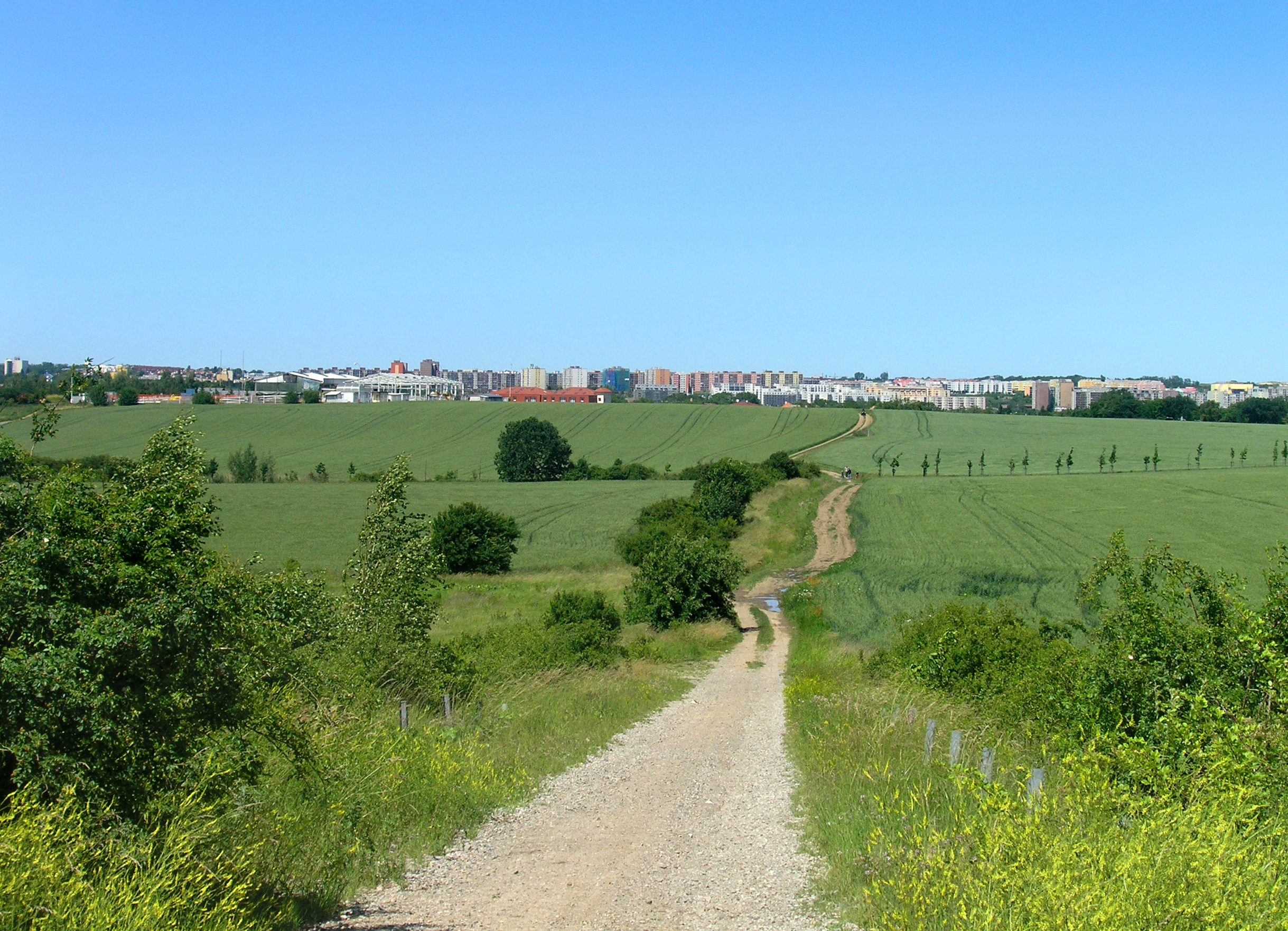
Krajina Úvalské plošiny mezi Dolními Počernicemi a Černým Mostem
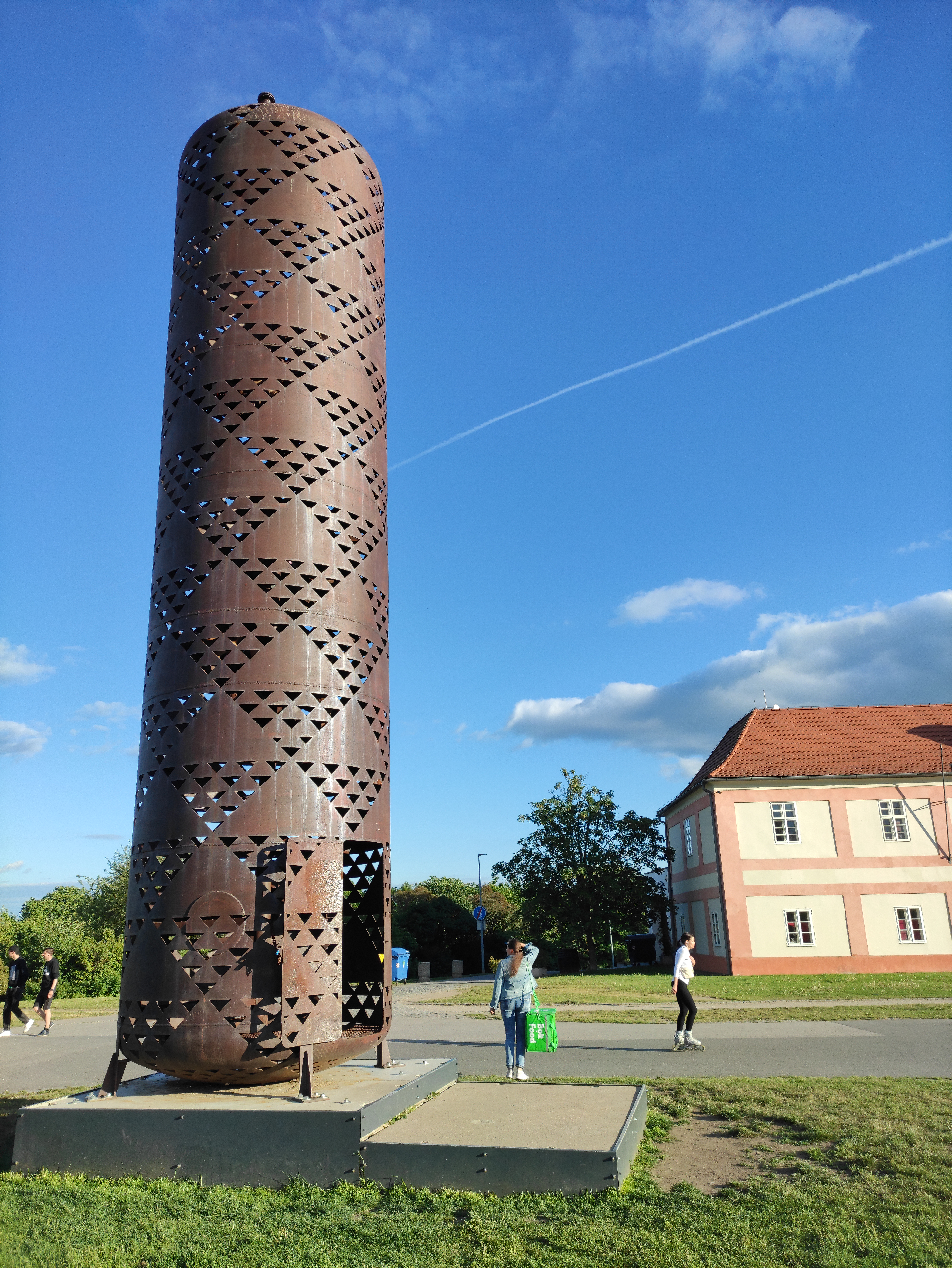
Rozhledna Šiška